# Chur
Chur [kuːɐ̯] ⓘ (französisch Coireⓘ; italienisch Coira; rätoromanisch Rumantsch Grischun Cuiraⓘ, Sursilvan Cueraⓘ, Surmiran Coiraⓘ, Putèr Cuiraⓘ und Vallader Cuoiraⓘ) ist der Hauptort des Schweizer Kantons Graubünden sowie der Region Plessur. Chur liegt am Alpenrhein und ist Sitz des Bistums Chur. Am 1. Januar 2020 wurde Maladers eingemeindet, 2021 Haldenstein. Am 1. Januar 2025 fusionierte Tschiertschen-Praden mit Chur.

## Name
Im lokalen Dialekt wird der Name als [ˈkʰuːr] oder [ˈkʰʊːr] ausgesprochen, in anderen deutschen Mundarten Graubündens sowie überhaupt in der Schweiz als [ˈxuːr, ˈxʊːr]. Die bündnerromanischen Namen sind Cuira (Rumantsch Grischun), Cuoiraⓘ (Vallader), Cuiraⓘ (Puter), Cueraⓘ (Surselvisch), Cuira (Sutselvisch), Coira oder Cuoira (Surmeirisch); vgl. ferner italienisch Coira, französisch Coire und mittellateinisch Curia R(h)aetorum.
Die ältere Forschung leitete den erstmals um 280 in einem römischen Strassenverzeichnis (Itinerarium Antonini) als Curia bezeugten Ortsnamen von lateinisch cūria ‚Rathaus, Senatsversammlung‘ ab und fasste ihn als cūria Raetia prīma ‚Hauptort, Administrationssitz der Provinz Raetia prima‘ auf. Der Sprachwissenschafter Johann Ulrich Hubschmied wies jedoch darauf hin, dass der Stammvokal der heutigen bündnerromanischen Formen Cuera, Cuoira usw. nicht auf ein ū (langes u) zurückgehen kann, sondern nur auf ein ǔ (kurzes u) oder ein ō (langes o). Schon der Historiker Theodor Mommsen hatte die Herleitung von cūria abgelehnt, da Chur zur Zeit des Erstbelegs noch gar nicht Hauptstadt der Raetia prima war. Hubschmied stellte den Namen deshalb zu keltisch cŭria beziehungsweise älter *korjā, *korā ‚Stamm, Sippe‘, vielleicht auch ‚Stammsitz‘, ein Wort, das in den keltischen Sprachen und in vielen Ortsnamen nachgewiesen ist (und übrigens mit althochdeutsch heri ‚Heer‘ urverwandt ist). Diese Deutung ist heute unbestritten. Für ein ursprünglich kurzes u spricht auch die offene Aussprache als [ʊː] in der älteren rezenten Mundart.

## Geographie

Historisches Luftbild aus 300 m von Walter Mittelholzer von 1925

Chur, Altstadt, historisches Luftbild von Werner Friedli (1947)

Chur liegt im breiten Tal des Alpenrheins, der hier von Westen kommend in die nördliche Richtung umbiegt, die er bis zum Bodensee im Wesentlichen beibehält. Von rechts mündet die Plessur, ein geschiebereicher Wildfluss, der die Bündnerschieferschichten zwischen Montalin und Dreibündenstein in einer tief eingeschnittenen Schlucht durchbricht. Er verlagert mit seinem Geschiebe das Bett des Rheins bis an die Flanke des Calanda: Der von der Plessur im Haupttal abgelagerte, breit ausladende Schwemmfächer – ein Viertelkreis mit 2,5 Kilometer Radius – besteht aus Bündnerschiefer, während der Calanda aus Kalkstein aufgebaut ist. Das rechtsrheinische Territorium der Stadt erreicht im Nordosten am Montalin (ca. 2220 m ü. M.), im Süden an den Spundisköpf (1847 m ü. M.) seine grössten Höhen, den tiefsten Punkt bildet der Rhein an der nördlichen Gemeindegrenze (knapp 550 m ü. M.).
Ausgehend vom rechten Plessurufer unterhalb des auf einer Felsrippe stehenden bischöflichen Hofes hat sich die Siedlungsfläche etappenweise auf den Schwemmfächer ausgebreitet, so dass die Bebauung fast den Rhein erreicht und die Kernstadt mit dem zwei Kilometer nördlich gelegenen Weiler Masans zusammengewachsen ist.
1997 waren 52 Prozent der Gemeindefläche von Wald und Gehölz bedeckt; 50 Prozent im Jahr 2021. Landwirtschaftlich genutzt wurden 19 Prozent, die Siedlungen nahmen 25 Prozent ein, und 4 Prozent galten als unproduktiv. «Hausberge» Churs sind neben dem Calanda (höchster Punkt der Stadt auf 2805 m seit Eingemeindung Haldensteins zum 1. Januar 2021) der Mittenberg mit dem darüber liegenden Fürhörnli und dem Montalin sowie der Pizokel. Einige Bekanntheit erlangte der nördliche Abhang des Pizokel an der Grenze zu Domat/Ems mit der Rüfe im dortigen Val Parghera. 2013 bewegten sich mehrere Hunderttausend Kubikmeter Geschiebe von dort hinunter zum bald aufgefüllten Auffangbecken. Sie wurden zum Schutz der Autobahn und der Bahnlinie auf Landwirtschaftsland geleitet. Die Kantonsstrasse war zunächst unterbrochen und führte danach für einige Jahre über ein Provisorium. 2019 wurde der 26 Millionen Schweizer Franken kostende neue Geschiebefang mit 170'000 Kubikmeter Fassungsvermögen fertiggestellt.
Nachbargemeinden sind im Uhrzeigersinn von Norden beginnend Trimmis, Arosa, Vaz/Obervaz, Churwalden, Domat/Ems, Felsberg, Pfäfers im Kanton St. Gallen sowie Untervaz.

### Stadtquartiere
- Araschgen
- Fürstenwald
- Masans
- Niederlachen-Untere Au
- Lacuna
- Giacomettiquartier
- Chur West
- Dreibünden
- Haldenstein
- Maladers
- Sand
- Kornquader
- Rheinquartier
- Rossboden
- Plankis/Sommerau
- Wiesental
- Tittwiesen
- Lürlibad[9]

| Quartier            | Nr. | BFS-Code | Quartiere von Chur |
| Altstadt            | 1   | 3901001  | Quartiere von Chur |
| Sand                | 2   | 3901002  | Quartiere von Chur |
| Kasernenquartier    | 3   | 3901003  | Quartiere von Chur |
| Industriegebiet     | 4   | 3901004  | Quartiere von Chur |
| Loestrasse-Lürlibad | 5   | 3901005  | Quartiere von Chur |
| Masans              | 6   | 3901006  | Quartiere von Chur |
| Rheinquartier I     | 7   | 3901007  | Quartiere von Chur |
| Rheinquartier II    | 8   | 3901008  | Quartiere von Chur |

### Klima
Die Jahresmitteltemperatur für die Normalperiode 1991–2020 beträgt 10,3 °C, wobei im Januar mit 1,0 °C die kältesten und im Juli mit 19,3 °C die wärmsten Monatsmitteltemperaturen gemessen werden. Im Mittel sind hier rund 73 Frosttage und 10 Eistage zu erwarten. Sommertage gibt es im Jahresmittel rund 56, während im Schnitt bis zu 15 Hitzetage zu verzeichnen sind. Die Wetterstation von MeteoSchweiz liegt auf einer Höhe von 556 m ü. M..
|                        | Jan  | Feb  | Mär  | Apr  | Mai  | Jun  | Jul  | Aug  | Sep  | Okt  | Nov  | Dez  |   |      |
| Mittl. Temperatur (°C) | 1,0  | 2,1  | 6,3  | 10,2 | 14,4 | 17,7 | 19,3 | 18,9 | 14,9 | 10,8 | 5,6  | 1,9  | ⌀ | 10,3 |
| Mittl. Tagesmax. (°C)  | 5,2  | 7,0  | 11,9 | 16,1 | 20,3 | 23,6 | 25,3 | 24,8 | 20,3 | 16,1 | 10,2 | 5,7  | ⌀ | 15,6 |
| Mittl. Tagesmin. (°C)  | −2,1 | −1,4 | 1,9  | 5,1  | 9,3  | 12,6 | 14,3 | 14,3 | 10,6 | 6,8  | 2,4  | −1,0 | ⌀ | 6,1  |
|                        |      |      |      |      |      |      |      |      |      |      |      |      |   |      |
| Niederschlag (mm)      | 54   | 40   | 53   | 50   | 70   | 93   | 101  | 119  | 77   | 67   | 69   | 58   | Σ | 851  |
|                        |      |      |      |      |      |      |      |      |      |      |      |      |   |      |
| Sonnenstunden (h/d)    | 3,1  | 4,0  | 4,7  | 5,3  | 5,6  | 6,3  | 6,7  | 6,2  | 5,3  | 4,3  | 3,1  | 2,6  | ⌀ | 4,8  |
|                        |      |      |      |      |      |      |      |      |      |      |      |      |   |      |
| Regentage (d)          | 7,8  | 6,5  | 7,1  | 7,1  | 9,7  | 11,4 | 11,3 | 11,5 | 8,6  | 7,7  | 8,3  | 8,0  | Σ | 105  |
|                        |      |      |      |      |      |      |      |      |      |      |      |      |   |      |
| Luftfeuchtigkeit (%)   | 74   | 69   | 64   | 61   | 64   | 67   | 68   | 71   | 74   | 74   | 75   | 75   | ⌀ | 69,7 |

| −2,1 |

| −1,4 |

| 1,9 |

| 5,1 |

| 9,3 |

| 12,6 |

| 14,3 |

| 14,3 |

| 10,6 |

| 6,8 |

| 2,4 |

| −1,0 |

| −2,1 |

| −1,4 |

| 1,9 |

| 5,1 |

| 9,3 |

| 12,6 |

| 14,3 |

| 14,3 |

| 10,6 |

| 6,8 |

| 2,4 |

| −1,0 |

## Geschichte

### Vorrömische Zeit
Einige aufsehenerregende Funde aus dem Gebiet Sennhof/Karlihof belegen die Anwesenheit von Menschen in der Gegend des heutigen Chur sogar für die Zeit um 11'000 v. Chr. Ausgrabungsfunde belegen, dass Chur bereits in der Jungsteinzeit (etwa 4500 v. Chr.) besiedelt war, wobei für diese Zeit mit Sicherheit nicht von einer dauerhaften, festen Siedlung ausgegangen werden darf. Siedlungsreste und Gegenstände aus der Bronze- und Eisenzeit sind für das Gebiet Welschdörfli und das Areal Sennhof/Karlihof belegt.
Chur wird daher oft als älteste Stadt der Schweiz bezeichnet, was aber als touristischer Marketingslogan im Nachgang zu den sensationellen Funden im Gebiet Karlihof bezeichnet werden darf.

### Antike
Nachdem die Römer im Jahre 15 v. Chr. Rätien erobert hatten und zur Provinz Raetia machten, entstand im heutigen Welschdörfli eine bäuerlich-gewerbliche Siedlung, ein sogenannter Vicus, der vom 1. bis ins 4. Jahrhundert besiedelt war. In diversen Ausgrabungen, vor allem seit den 1960er Jahren, wurden bedeutende Teile dieser antiken Kleinstadt freigelegt – überwiegend Wohnbebauung, aber auch öffentliche Gebäude, verschiedene Bauten für Handel und Handwerk sowie mindestens eine Thermenanlage. Auf dem Platz vor der damaligen Markthalle (heute: Stadthalle) wurde 1965 ein Stück einer Ehreninschrift für den Augustus-Sohn Lucius Caesar gefunden, das wohl ursprünglich Teil eines Ehrenmonuments wie etwa eines Triumphbogens war.
Weitere römische Siedlungsspuren wurden auf dem «Hof», einem nach Süden zur Plessur felsig abfallenden Plateau mit dreieckigem Grundriss, nachgewiesen. Dort existierte spätestens in spätrömischer Zeit (3.–5. Jahrhundert) ein Kastell – ob dieses bereits während der Kaiserzeit bestand, ist nicht sicher. Aus dieser militärischen Struktur entwickelte sich wohl bereits im 4. Jahrhundert das Bistum Chur, bei dem es sich damit um das erste Bistum nördlich der Alpen handelt. Der erste namentlich bekannte Bischof ist Asinio, der 451 bezeugt ist. Aus dieser Zeit stammen wohl auch die ersten Phasen der Kathedrale von Chur und der Bischofsresidenz. Das Siedlungszentrum verlagerte sich auf das rechte Plessurufer.
Ein lokales Verwaltungszentrum war Chur bereits in den ersten Jahrhunderten seines Bestehens gewesen, worauf unter anderem das Ehrenmonument für Lucius Caesar hindeutet. Möglicherweise wurde der Ort nach Aufteilung Rätiens unter Kaiser Diokletian zur Hauptstadt der neu gegründeten Provinz Raetia prima, die sich vom Bodensee bis zu den oberitalienischen Seen und in den Vinschgau erstreckte. Dafür spricht vor allem die Tatsache, dass die spätantiken Bistümer oft aus den politischen Verwaltungsstrukturen heraus entstanden.
In der Völkerwanderungszeit diente Chur als nördlicher Vorposten des ostgotischen Reichs und gelangte dann im 6. Jahrhundert unter fränkische Herrschaft.

### Mittelalter
Im 9. Jahrhundert unterstand die Stadt Kaiser Ludwig dem Frommen. Die Einfälle in das Reich im 10. Jahrhundert trafen auch Chur, so führten die Kriegszüge der Magyaren 925/926 zur Zerstörung der Kathedrale und bei Einfällen der Sarazenen aus Fraxinetum wurde die Stadt zunächst um 936 mitsamt der Kathedrale geplündert und verwüstet und schließlich zwischen 952 und 954 weitere Male angegriffen. Erst als sich die Situation in der folgenden Zeit wieder stabilisierte, kam Churs grosser Vorteil zum Tragen: die günstige Lage an einer der wichtigsten Nord-Süd-Routen Europas. Dem von Norden Kommenden öffnet sich das breite Rheintal als das natürliche Eingangstor zum Passland Graubünden. Hier verzweigt sich der Weg zu den Alpenübergängen: Julier und Septimer einerseits, Splügen und San-Bernardino-Pass andererseits, die sämtlich seit der Römerzeit benutzt worden waren und jetzt für die beidseits der Alpen politisch und militärisch engagierten römisch-deutschen Kaiser entscheidende Bedeutung gewannen. Otto der Grosse setzte 951 seinen Vasallen Hartpert als Bischof ein und stattete das Bistum 958 mit umfangreichen Rechten und Besitzungen aus. Die weltliche Macht der 1170 in den Reichsfürstenstand erhobenen Bischöfe stützte sich vor allem auf die Septimerroute, welche sie von Chur bis Chiavenna vollständig kontrollierten.
Im 13. Jahrhundert wurde die damals gut 1000 Einwohner (Handwerker, Händler, Bauern) zählende Siedlung mit einer Stadtmauer umschlossen. Über diese mittelalterliche Grenze – im Osten der Hof, im Süden die Plessur, im Nordwesten die Befestigungen entlang der heutigen Grabenstrasse – wuchs die Stadt bis ins 18. Jahrhundert nicht hinaus. Das bäuerlich geprägte Welschdörfli blieb ausserhalb der Mauer.

### Wende zur Neuzeit

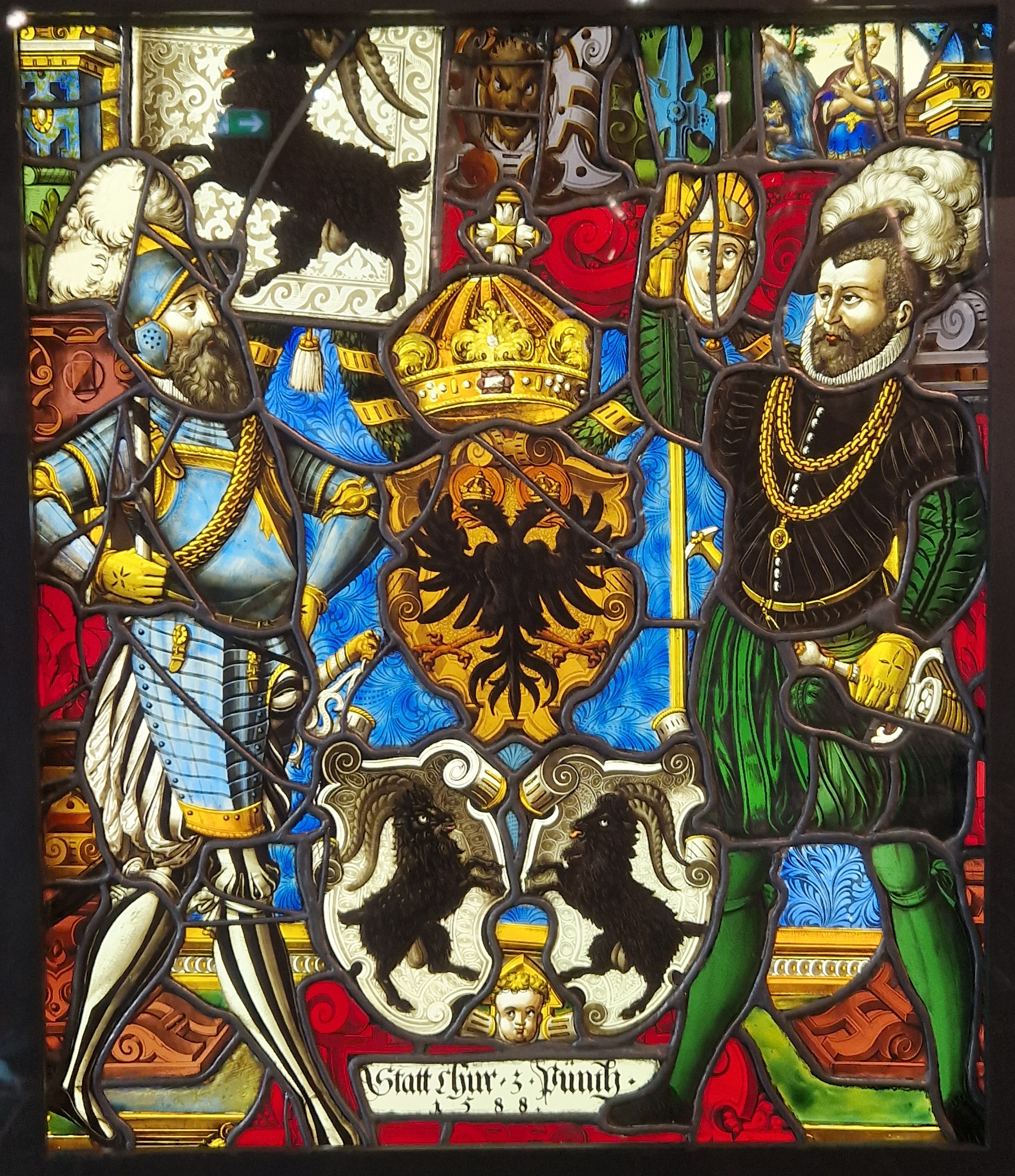
Wappenscheibe der Stadt Chur von 1588 im Alten Zeughaus in Solothurn

Die Gründung des Gotteshausbundes markierte 1367 einen ersten grossen Schritt im Streben der Bürger nach Selbstverwaltung. In jener Zeit entstand eine erste Stadtordnung, 1413 wird erstmals ein Bürgermeister erwähnt. Indem die Churer 1418–1422 mehrmals die bischöfliche Residenz stürmten, zwangen sie den Stadtherrn zu Zugeständnissen. Der häufig als Erfüllungsgehilfe des Hauses Habsburg auftretende Bischof verlor an Macht und Ansehen.
Am 27. April 1464 fielen grosse Teile der Stadt einem Brand zum Opfer. Den Wiederaufbau besorgten vor allem deutschsprachige Handwerker. Nach getaner Arbeit blieben sie in Chur, was zu einem Vordringen der deutschen Sprache in Chur führte. Zur Wahrung ihrer Interessen schlossen sie sich in Zünften zusammen.
Die Churer Bürger schickten den Stadtschreiber Johannes Gsell zu Kaiser Friedrich III. und baten um Hilfe. Der König bestätigte die alten Rechte und bewilligte die fast vollständige Befreiung von der bischöflichen Herrschaft. Die neue Verfassung beruhte im Wesentlichen auf den neugegründeten fünf Zünften (Rebleute, Schuhmacher, Schneider, Schmiede, Pfister). Nur Stadtbürger konnten Zunftmitglieder werden; Frauen waren ausgeschlossen. Zunftordnungen regelten Organisation und Tätigkeiten, Arbeitszeit, Lehrlings- und Gesellenzahl pro Betrieb, Aufnahme von neuen Meistern und die Qualität der Waren.
Die neue Zunftverfassung trat am 17. Januar 1465 in Kraft. Dadurch ging die politische Macht vom Bischof an die Handwerksverbände über. Weil nun eine politische Karriere in Chur nur noch als Zunftmitglied möglich war, traten auch Adelige und Patrizier den Zünften bei. 1489 erhielt die Stadt die hohe Gerichtsbarkeit, der angestrebte Status einer Reichsstadt blieb ihr jedoch verwehrt.
Das Zunftregime fand kurz vor 1840 ein Ende. Fehlende Demokratie, Machtmissbrauch und eine komplizierte Verwaltung führten dazu, dass sich 1838 einzelne Zünfter und ganze Zünfte weigerten, unter diesem Regime weiter mitzuarbeiten. 1840 wurde eine neue Verfassung mit der Gewerbefreiheit angenommen. Die Zünfte verloren ihre Berechtigung und lösten sich auf. Als Vorort des Gotteshausbundes und grösste Siedlung Rätiens galt Chur als Macht- und Wirtschaftszentrum der Drei Bünde.

### Reformation und Dreissigjähriger Krieg

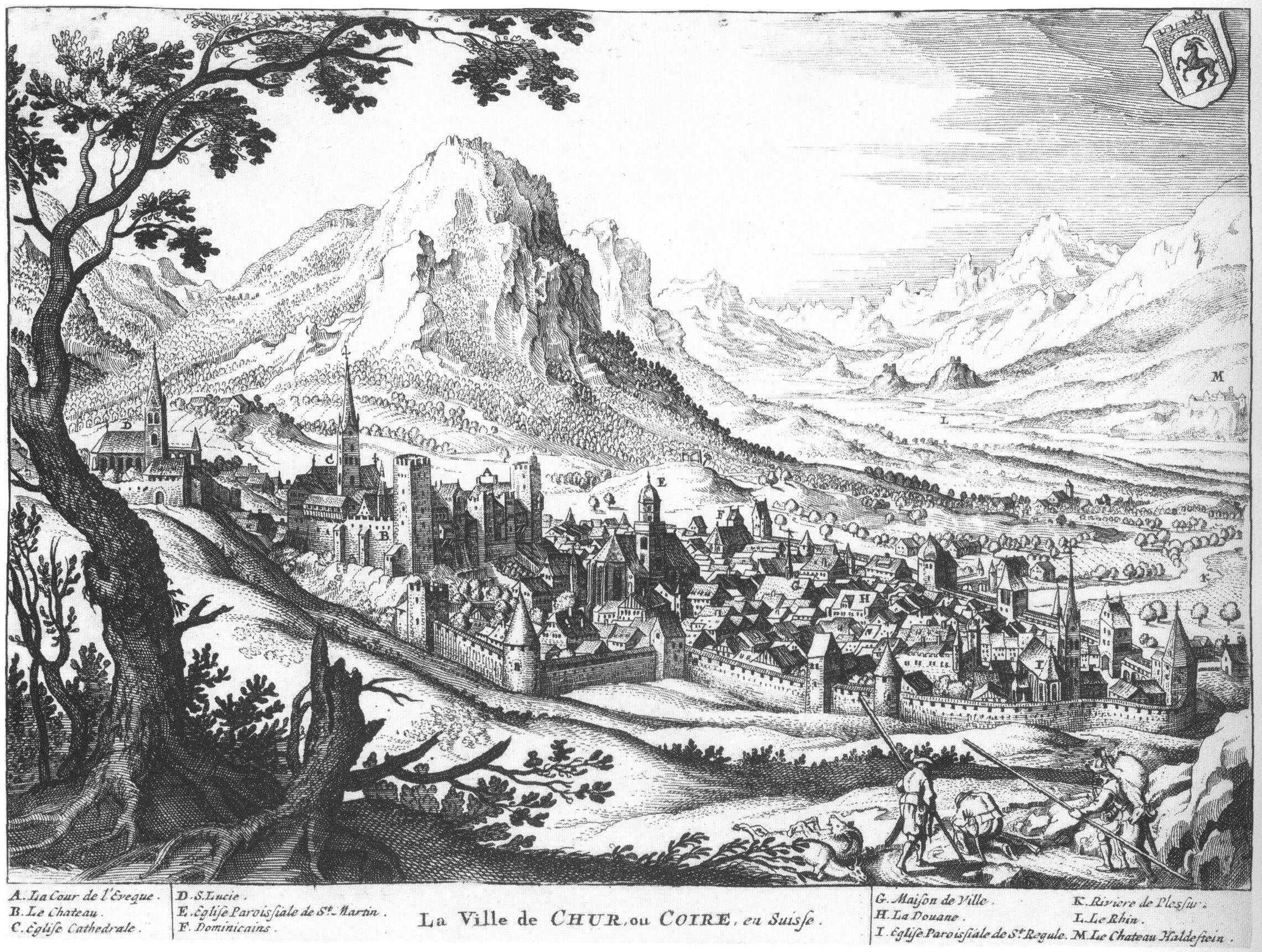
Chur um 1642. Matthäus Merian: Topographia Helvetiae

Im Jahre 1512 erhielt die Stadt von Papst Julius II. eigens einen wertvollen «Juliusbanner» für die 1508–1510 im «Grossen Pavier Feldzug» geleisteten Dienste zur Vertreibung der Franzosen. Als Ausdruck der vollständigen Emanzipation gegenüber dem Bischof – der unter anderem Zoll, Münz- und Jagdrecht behalten hatte – schloss sich die Stadt ab 1523 der Reformation an. 1527 wurde in der Martinskirche und in der Regulakirche die katholische Messe abgeschafft und erstmals das evangelische Abendmahl gefeiert. Dennoch blieb der Sitz des katholischen Bistums in Chur. Chur ist einer der zehn Schweizer Orte, die 2017 vom Evangelischen Kirchenbund das Etikett «Reformationsstadt» verliehen bekommen haben.
Ins 16. Jahrhundert fällt auch der Übergang vom Rätoromanischen zum Deutschen als Umgangssprache, obwohl der bischöfliche Hof bereits seit dem 9. Jahrhundert in deutschen Händen war. Trotz Stadtbränden 1464 und 1574 erlebte Chur einen wirtschaftlichen Aufschwung, bis die Bündner Wirren des Dreissigjährigen Krieges mit Zerstörung, Seuchen und einem den rätischen Freistaat beinahe zerreissenden Klima des Misstrauens einen schweren Rückschlag brachten.
Ab Mitte des 17. Jahrhunderts nahm die Stadt eine ruhige, auf den wieder zunehmenden Transitverkehr gestützte Entwicklung. Das Verhältnis der Bürger zum Bischof war, wenn schon nicht von Sympathie, doch wenigstens von gegenseitigem Respekt getragen.

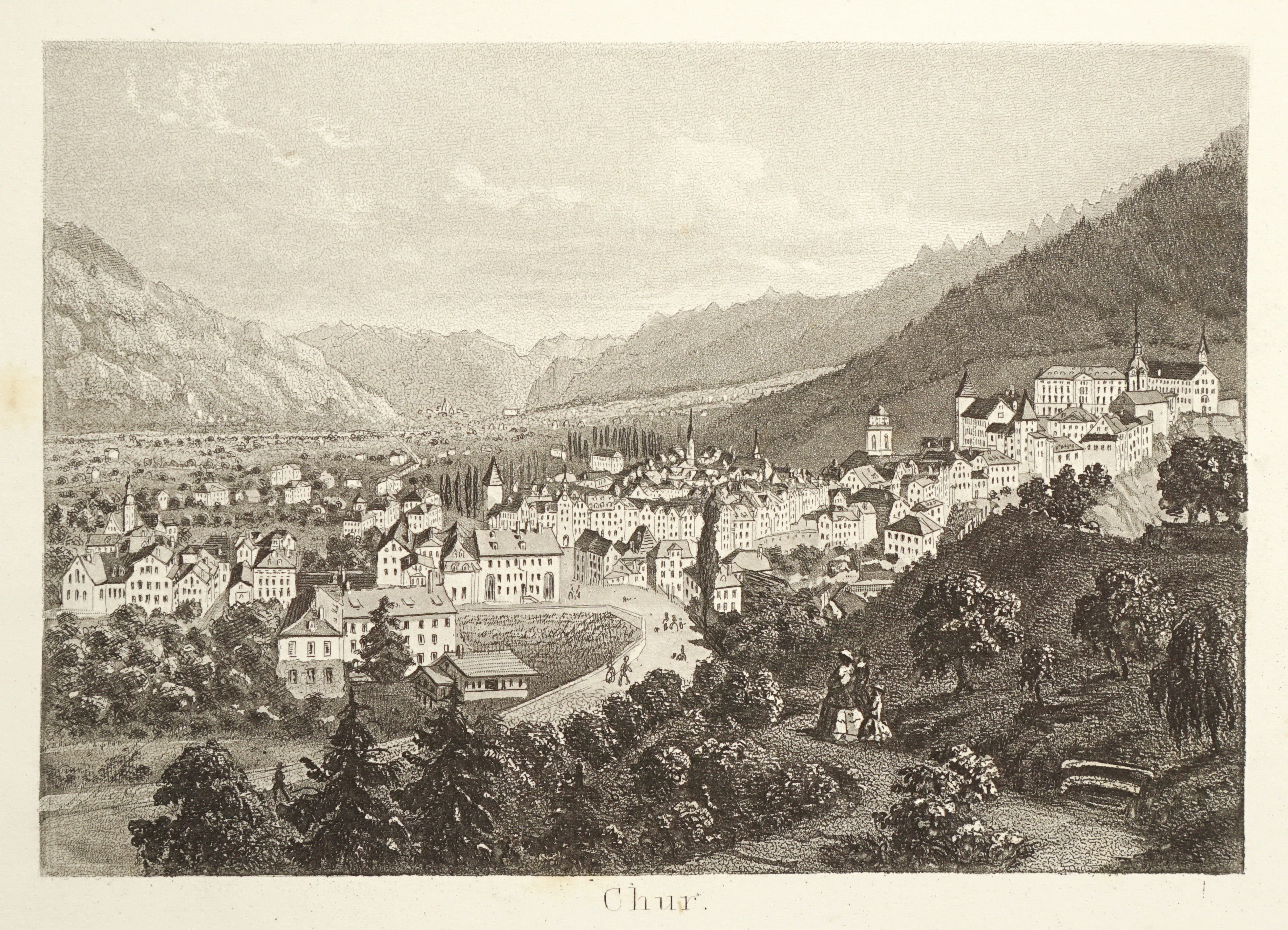
Chur um 1870; rechts der Hof. Radierung von Heinrich Müller

### 19. Jahrhundert
Nachdem Graubünden 1803 der Schweizerischen Eidgenossenschaft beigetreten war, wurde Chur mit der ab 1820 geltenden Kantonsverfassung offiziell Hauptstadt. 1852 wurde der bis dahin souveräne Hofbezirk (Hof Chur) eingemeindet. Nach Abbruch der Stadtbefestigung wuchs die Stadt in mehreren Schüben, vor allem um 1900 und im dritten Viertel des 20. Jahrhunderts, auf ihre heutige Grösse.

### Moderne und Gegenwart
In den 1960er Jahren wurde nach Plänen des Churer Architekten Thomas Domenig die Überbauung Lacuna im Rheinquartier erstellt, ein ganzes «Betonviertel». Basierend auf einer Ortsplanung von Hans Marti streben die Häuser in die Höhe und lassen dazwischen viel Raum frei.
1972 wurde der Torkel an der Lürlibadstrasse/Meierweg abgerissen; von etwa zehn ehemaligen Torkeln blieben noch drei übrig.

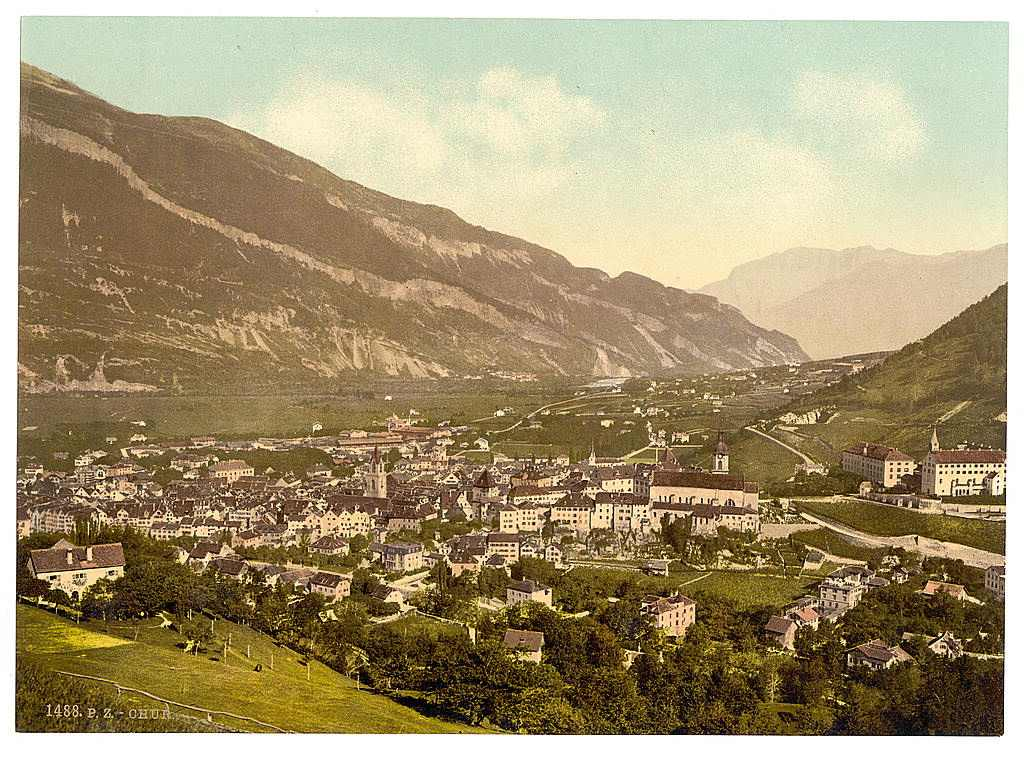
Chur um 1900
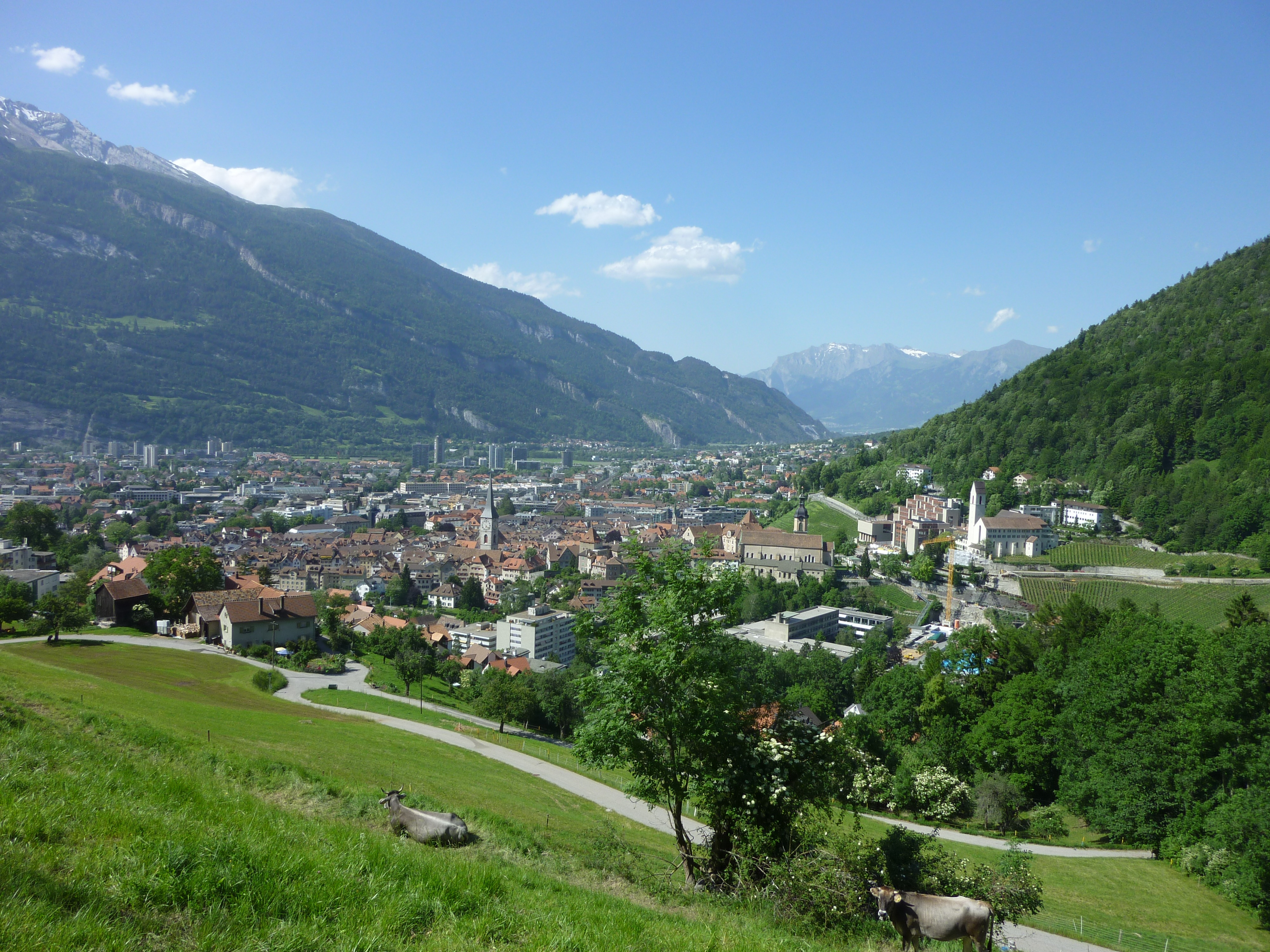
Gleiche Ansicht 2010

## Bevölkerung
| Jahr      | 1500       | 1780  | 1850  | 1900   | 1950   | 1970   | 1990   | 2000   | 2010   | 2020   | 2021   | 2022   | 2023   | 2024   |
| --------- | ---------- | ----- | ----- | ------ | ------ | ------ | ------ | ------ | ------ | ------ | ------ | ------ | ------ | ------ |
| Einwohner | etwa 1'500 | 2'331 | 6'183 | 11'718 | 19'083 | 31'303 | 32'868 | 32'989 | 36'690 | 38'497 | 39'984 | 40'662 | 40'992 | 41'179 |

### Sprachen
Offizielle Amtssprachen der Stadt sind Deutsch, Rätoromanisch und Italienisch.
In Chur wurde früher vorwiegend Rätoromanisch gesprochen. Im 15. und 16. Jahrhundert wurde das Churer Rheintal germanisiert.
Bei der Volkszählung 2000 nannten als Hauptsprache: 81,0 % Deutsch, 5,4 % Rätoromanisch und 5,1 % Italienisch. Im Jahr 2002 betrug der Ausländeranteil 17,6 %. Der Anteil der Ortsbürger betrug 2001/2002 12,6 %.
Viele Einwohner von Chur wachsen bilingual auf (Deutsch-Rätoromanisch / Deutsch-Italienisch).
Den in Chur verbreiteten hochalemannischen Dialekt nennt man Churerdeutsch.

### Religionen

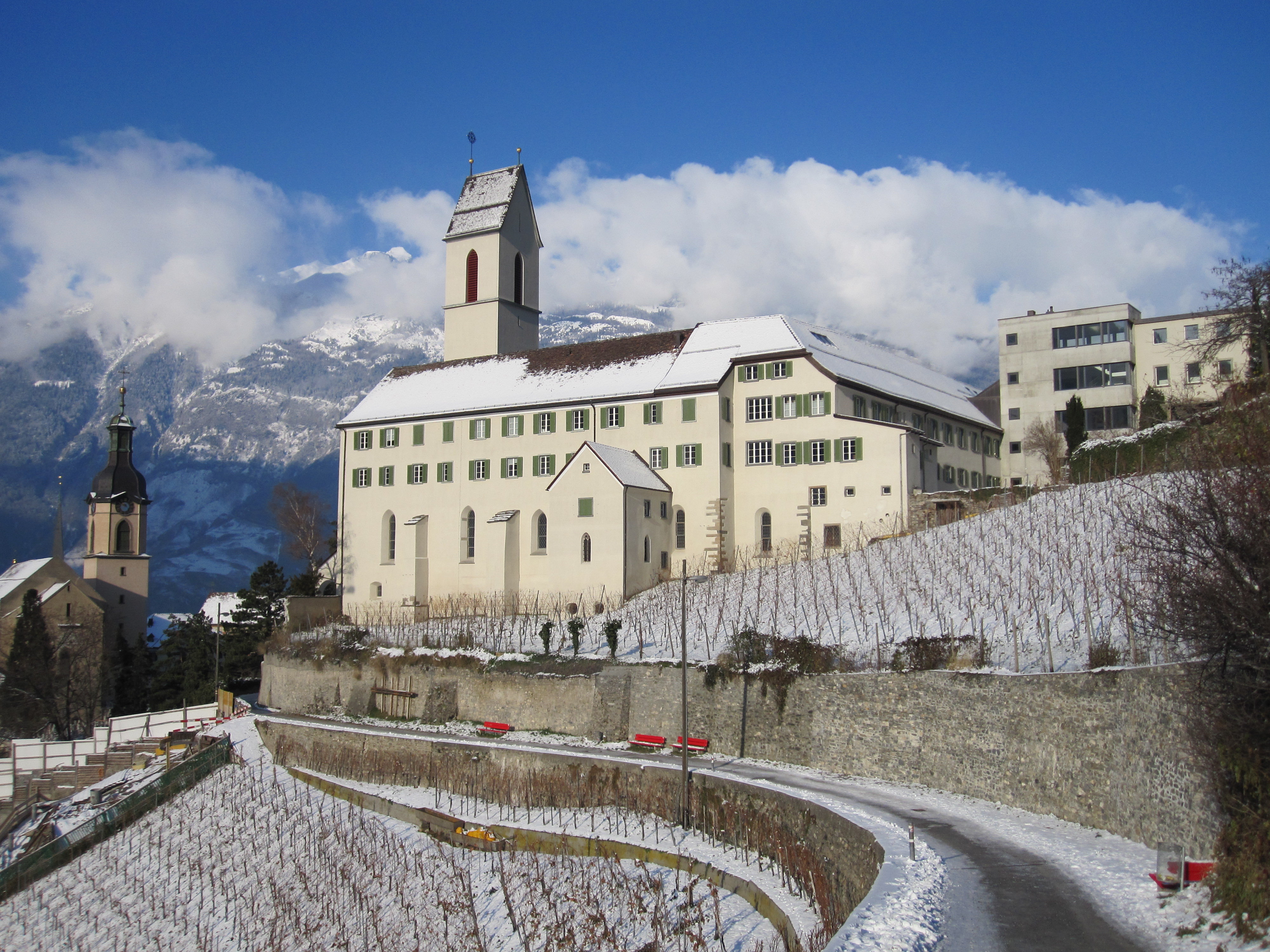
Kathedrale, St. Luzikirche & Theologische Hochschule Chur

Von der Wohnbevölkerung waren 2020 14'641 Einwohner (37,0 %) Mitglied der römisch-katholischen Kirche, 11'196 Einwohner (28,3 %) waren Mitglied der evangelisch-reformierten Kirche, und 13'772 Einwohner (34,8 %) gehörten einer anderen Glaubensgemeinschaft an oder waren konfessionslos. Im Vorjahr waren 37,8 % Mitglied der katholischen Kirche, 28,7 % Mitglied der evangelisch-reformierten Kirche, und 33,5 % gehörten einer anderen Konfession/Religion an oder waren konfessionslos.

Die eidgenössische Volkszählung im Jahr 2000 ergab folgendes Konfessionsbild der Stadt: 44,6 % waren katholisch, 38,5 % protestantisch (das Bundesamt für Statistik zählt dazu auch die Zeugen Jehovas und die neuapostolische Glaubensgemeinschaft), 1,8 % christlich-orthodox, 2,8 % muslimisch, 6,3 % machten keine Angaben oder gehörten einer anderen Glaubensgemeinschaft an, 6,1 % bezeichneten sich als konfessionslos.
2014 wurde Chur der Ehrentitel Reformationsstadt Europas durch die Gemeinschaft Evangelischer Kirchen in Europa verliehen.

## Wappen
| Wappen der Stadt Chur | Blasonierung: «In Silber dreigezinntes rotes Stadttor, im offenen Tor (heraldisch) nach rechts sehender, aufrechter, schwarzer Steinbock, rot bewehrt.»                                           |
| Wappen der Stadt Chur | Wappenbegründung: Als Siegelbild seit dem 14. Jahrhundert verwendet, wobei das Tor im Laufe der Zeit verschiedene Formen annahm. Eine farbige Darstellung von 1522 findet sich an der Rathaustür. |

## Politik
Das oberste Organ der Stadt bilden die Stimmberechtigten in ihrer Gesamtheit.
- Freie Liste & Grüne: 3
- SP: 5
- GLP: 2
- Mitte: 3
- FDP: 4
- SVP: 4

### Gemeinderat
Jeweils für eine Amtsperiode von vier Jahren werden die 21 Mitglieder des Gemeinderates und der dreiköpfige Stadtrat gewählt, dem der Stadtpräsident vorsteht.
In der aktuellen, von 2025 bis 2028 laufenden Legislatur setzt sich der Gemeinderat wie folgt zusammen: 5 Vertreter der SP, 4 FDP, 4 SVP, 3 Mitte, 3 Freie Liste & Grüne, 2 GLP. Mitglieder des Stadtrates sind Hans Martin Meuli (FDP, Stadtpräsident), Patrik Degiacomi (SP) und Simon Gredig (Frei Liste & Grüne). 

### Stadtpräsident
| - 1895–1904: Richard Camenisch (1837–1904) - 1904–1911: Georg Oreste Olgiati (1869–1920) - 1911–1915: Robert Pedotti (1868–1915) - 1915–1926: Georg Hartmann (1873–1932) - 1926–1935: Adolf Nadig (1877–1960), FDP - 1936–1951: Gian Mohr (1885–1956), FDP - 1951–1960: Johann Anton Caflisch, FDP | - 1960–1972: Georg Sprecher, DP - 1973–1988: Andrea Melchior, LdU - 1988–1996: Rolf Stiffler, FDP - 1996–2000: Christian Aliesch, SVP - 2001–2012: Christian Boner, BDP - 2013–2024: Urs Marti, FDP - 2025–0000: Hans Martin Meuli, FDP |

### Nationalratswahlen
Bei den Nationalratswahlen 2023 betrugen die Wähleranteile in Chur:
| SP     | SVP    | Die Mitte | FDP    | glp   | Grüne | EVP   | EDU   |
| ------ | ------ | --------- | ------ | ----- | ----- | ----- | ----- |
| 25,6 % | 23,0 % | 19,1 %    | 13,9 % | 8,4 % | 8,1 % | 0,9 % | 0,7 % |

### Partnerstädte
Chur unterhält zu folgenden Städten eine Gemeindepartnerschaft:
- Bad Homburg vor der Höhe, Deutschland
- Bad Mondorf, Luxemburg
- Cabourg, Frankreich
- Mayrhofen, Österreich
- Terracina, Italien

## Wirtschaft und Infrastruktur

### Wirtschaft

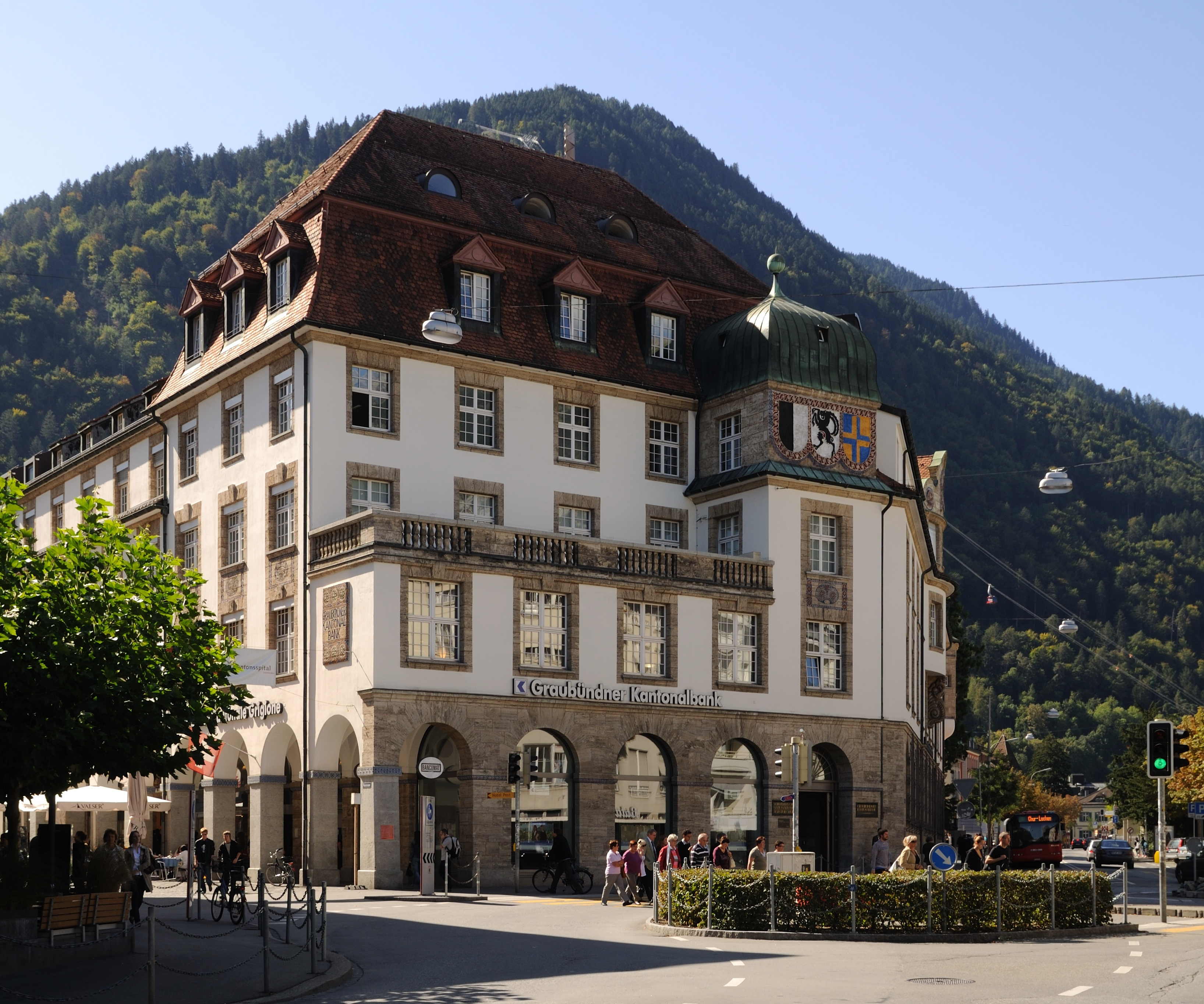
Hauptsitz der Graubündner Kantonalbank am Postplatz in Chur

In der Wirtschaftsstruktur der Stadt, die keine grösseren Industriebetriebe aufweist, dominiert der Dienstleistungssektor mit kantonaler Verwaltung, Bildungseinrichtungen, Gesundheitswesen, Bahn, Post, Detailhandel usw., der im Jahr 2001 insgesamt 20'609 Arbeitsplätze bot. In der Land- und Forstwirtschaft waren 181 Personen beschäftigt, im gewerblichen Bereich 3998.
Das Kantonsspital Graubünden beschäftigt 1700 Mitarbeiter. Im Loequartier liegt die psychiatrische Klinik Waldhaus. Unter anderem die Graubündner Kantonalbank und Würth Logistics AG haben ihren Hauptsitz in Chur.
Jedes Frühjahr findet die HIGA – Handels-, Industrie- und Gewerbeausstellung statt.

### Land- und Alpwirtschaft
Chur verfügt über eine bemerkenswerte landwirtschaftliche Basis. 16 Landwirtschaftsbetriebe bewirtschaften eine Nutzfläche von rund 450 ha Wiesen und Äcker, was 16 % des Stadtterritoriums entspricht. Die Betriebe halten einen permanenten Bestand von über 1200 Stück Rindvieh, davon rund 500 Kühe. Von der landwirtschaftlichen Bewirtschaftung entfallen rund ein Drittel auf den Ackerbau und zwei Drittel auf die Tierhaltung. Es wird angestrebt, die landwirtschaftliche Nutzfläche langfristig zu erhalten, sodass auch in Zukunft die Existenzgrundlage für 15 Bauernbetriebe garantiert ist.

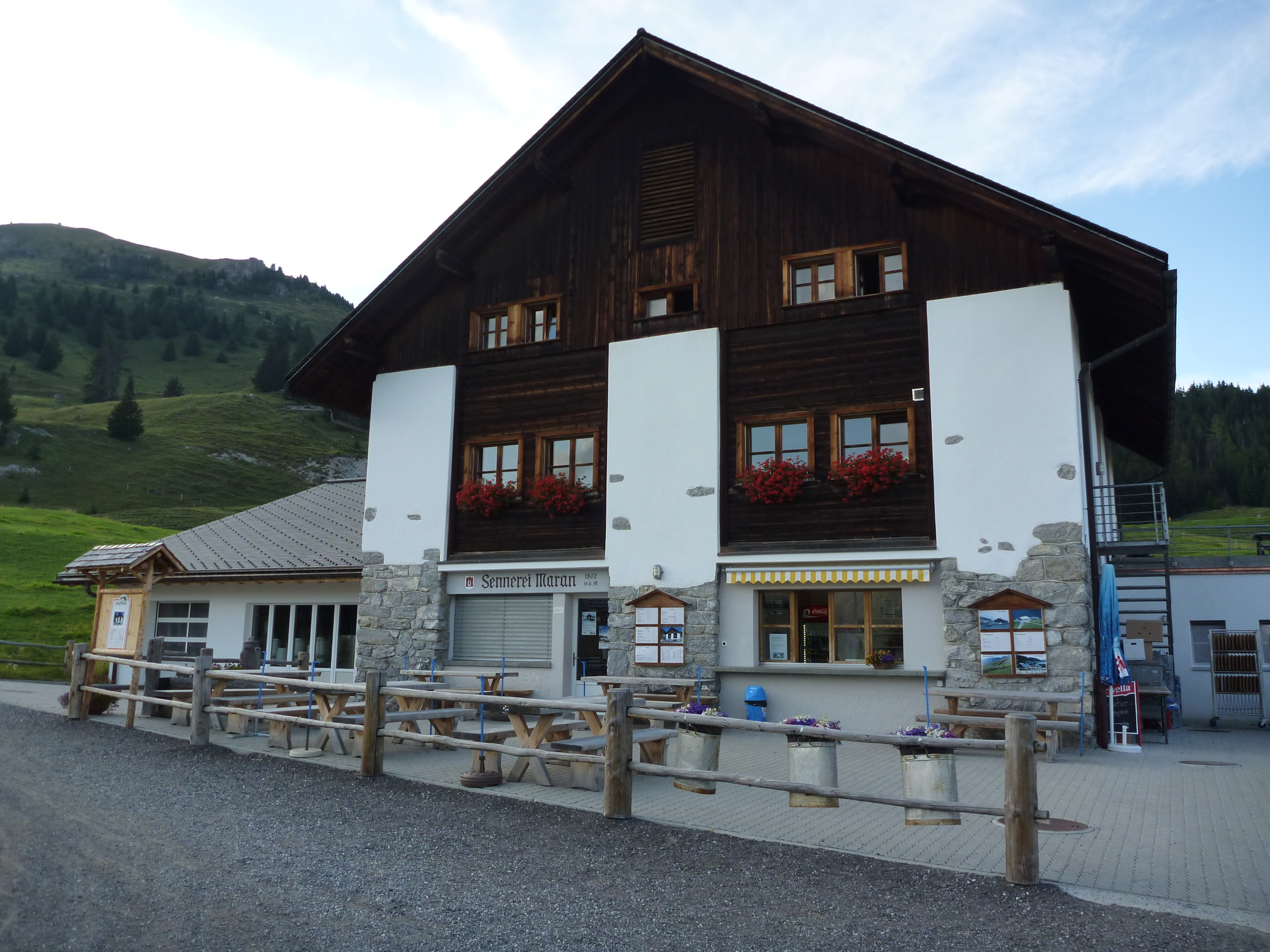
Die Churer Sennerei Maran in Arosa

Chur verfügt über insgesamt neun Alpen mit einer Weidefläche von mehr als 2000 ha. Daneben bestehen diverse Maiensässe in unmittelbarer Stadtnähe, die im Frühjahr und Herbst als Voralpen dienen. Die vier Kuhalpen Maran, Sattel, Carmenna und Prätsch im Raum Arosa beherbergen sommers rund 400 Kühe. Deren Milch gelangt über kilometerlange Milchleitungen in die Churer Sennerei Maran. Pro Alpsommer werden dort rund 400'000 kg Alpmilch weiterverarbeitet. Die Sennerei Maran wurde 2008/2009 umfassend saniert und erweitert. Sie ist ganzjährig in Betrieb und besitzt als eine der wenigen Schweizer Alpsennereien eine Zulassung der EU.
Auf den Jungviehalpen Campadiel, Wolfboden und Ochsenalp im Schanfigg verbringen gut 300 Rinder, Mesen und Kälber den Alpsommer. Die Jungtieralp La Motta/Starschagns im Oberhalbstein wird seit einiger Zeit verpachtet. Sämtliche Alpen samt Infrastruktur und Einrichtungen stehen im Eigentum der Bürgergemeinde Chur. Die politische Gemeinde Chur verfügt über die Nutzniessung, die durch die örtliche Forst- und Alpverwaltung wahrgenommen wird.
Neben der Sömmerung des Viehbestands dienen die Churer Alpen im Gebiet Arosa auch den Bedürfnissen des Tourismus. So ist die Alp Carmenna sowohl Alp für 120 Kühe als auch ein Bergrestaurant (Carmennahütte). Die ehemalige Tschuggenalp wurde nach einer umfassenden Melioration vollständig in ein Bergrestaurant umfunktioniert (Tschuggenhütte). Der Golfplatz auf Maran befindet sich unter anderem auf den Weiden der Alp Maran und dient den dortigen Kühen zwischenzeitlich als Nachtweide. Aufgrund der Tatsache, dass mit Ausnahme des Hörnligebiets das gesamte Aroser Skigebiet auf Boden der Bürgergemeinde Chur liegt, gelten die Einwohner der Stadt Chur aus Sicht der Arosa Bergbahnen als Einheimische, was vorteilhaftere Konditionen beim Erwerb von entsprechenden Jahres- oder Saisonkarten mit sich bringt.

### Verkehr
Der Bahnhof Chur ist ein wichtiger Eisenbahnknoten, da hier die beiden von Norden kommenden Normalspurstrecken Chur–St. Gallen und Chur–Zürich der SBB enden und man in das Meterspurnetz der RhB umsteigen kann. Innerhalb des Stadtgebietes betreibt die RhB vier weitere Haltepunkte: Chur West an der Strecke Chur–Reichenau/Tamins, Chur Wiesental sowie Haldenstein an der Bahnstrecke Landquart–Thusis und Chur Altstadt an der Bahnstrecke nach Arosa.
2001 wurde die ebenfalls von der Arosabahn bediente Haltestelle Sassal zugunsten einer entsprechenden Bushaltestelle aufgegeben.

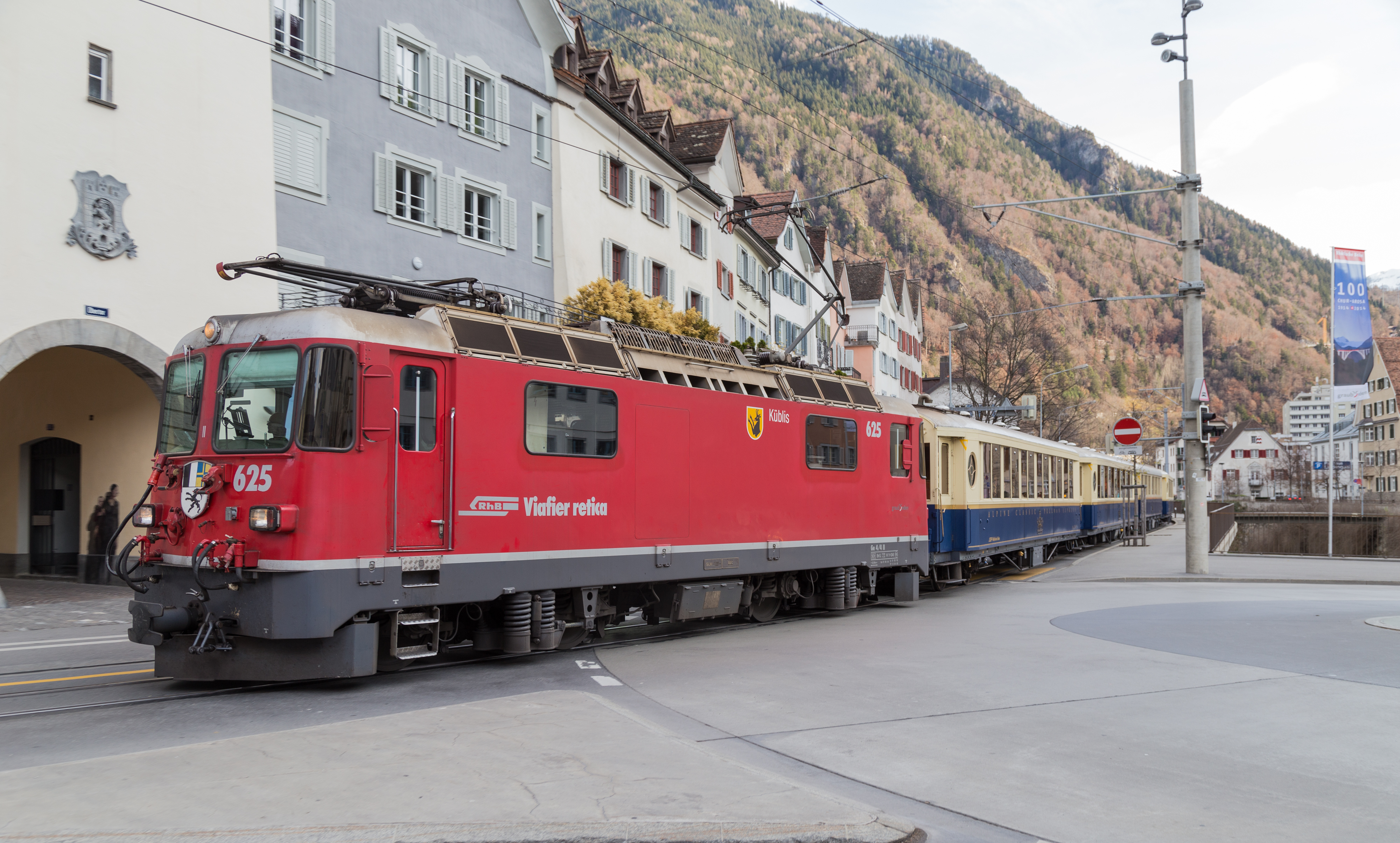
Rhätische Bahn als «Strassenbahn» in Chur

Chur ist über die RhB-Strecke nach Thusis und die Albulabahn mit St. Moritz verbunden. Von dort führt die Berninabahn bis nach Tirano in Italien. Die über die beiden Alpenpässe Albula und Bernina laufenden Strecken gehören zum UNESCO-Welterbe.

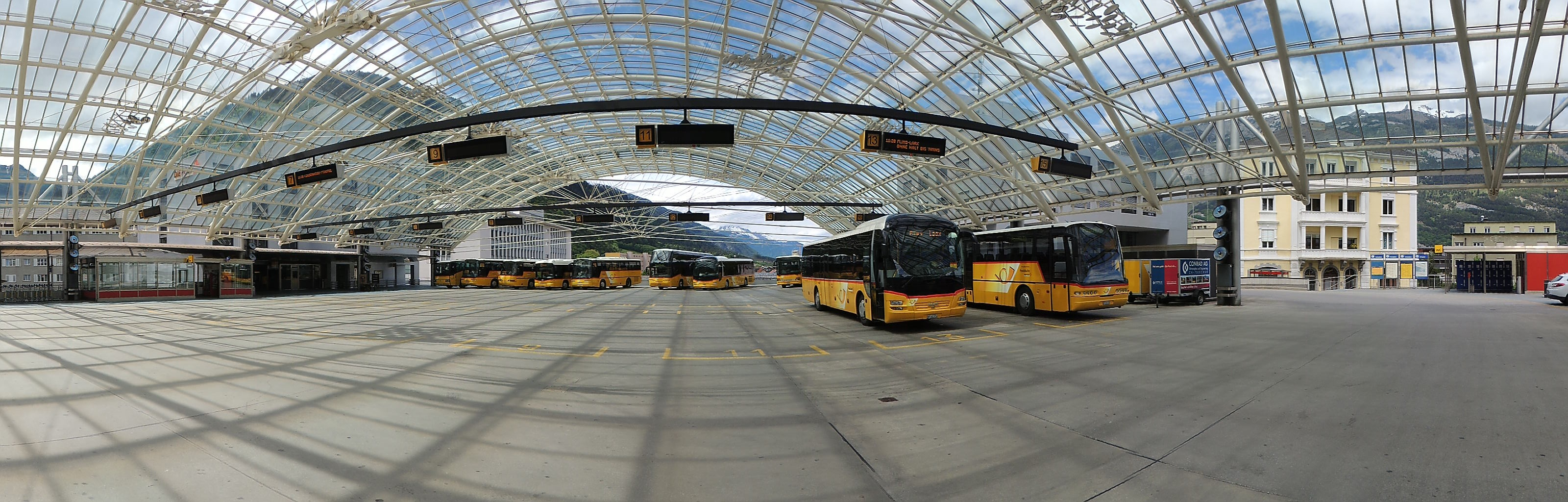
Churer Busbahnhof

1993 wurde das mit einem markanten Glasdach versehene Postautodeck über den Bahnhofsgleisen in Betrieb genommen. Ein grundlegender Bahnhofsumbau (2003–2007) erhöhte die Leistungsfähigkeit der Gleisanlagen und erleichterte das Umsteigen zum Stadtbus Chur, der mit sechs Linien die Quartiere der Stadt und die umliegenden Gemeinden erschliesst.
Im Anschluss an die Neugestaltung des Bahnhofs und des Bahnhofplatzes wurde eine Begegnungszone City realisiert, die die Bahnhofstrasse und den Alexanderplatz betrifft.
2024 hat Nextbike die Ausschreibung für den regulären Betrieb des Fahrradverleihsystems Mooinz gegen Publibike gewonnen.
Ans Autobahnnetz ist die Stadt mit den Ausfahrten Chur-Nord und Chur-Süd der A13 angeschlossen.
2011 in Planung war die St. Luzibrücke, die das Stadtbild prägen und die Innenstadt besonders am Obertor vom Verkehr der Schanfiggerstrasse entlasten sollte. Ihre Finanzierung ist zurzeit unsicher (Stand 2011).

### Bildung
Zur Hochschulreife bilden die Bündner Kantonsschule sowie weitere Schulen mit Ausbildungsgängen der Berufsmaturität aus. Grössere Schulen der Sekundarstufe II mit Berufsbildungsziel sind Gewerbliche Berufsschule Chur (GBC), KV Wirtschaftsschule Chur, Höhere Fachschule: Bildungszentrum Gesundheit und Soziales/BGS.
In Chur gibt es folgende Hochschulen, höhere Bildungseinrichtungen und Forschungsinstitute:
- Fachhochschule Graubünden
- Pädagogische Hochschule Graubünden
- Theologische Hochschule Chur
- Bildungszentrum Gesundheit und Soziales
- Institut für Kulturforschung Graubünden
- ibW Höhere Fachschule Südostschweiz
- Swiss School of Tourism and Hospitality
- Höhere Wirtschaftsschule Graubünden, kurz HWSGR

### Medien
In Chur domiziliert ist die Somedia mit drei Tageszeitungen, der Südostschweiz, dem Bündner Tagblatt sowie der romanischsprachigen La Quotidiana mit der Wochenzeitung Amtsblatt der Stadt Chur sowie dem Lokalradio Radio Grischa.
In einem gemeinsamen Medienhaus der SRG-SSR befinden sich die zentralen Studios und Redaktionen der Radiotelevisiun Svizra Rumantscha sowie Regionalstudios und Redaktionen für Radio und Fernsehen der deutschen (DRS) und italienischen Schweiz (RSI).

### Kultur
Schweizweit bekannt ist Chur für die grosse Dichte an Restaurants und Bars. Aufgrund der Zentrumsfunktion ist das Angebot im Vergleich zu ähnlich grossen Städten ausgeprägt und vielseitig. Fast schon einzigartig ist dabei die Konzentration der Bars und Discos auf eine einzige Ausgangsmeile. Diese zieht sich vom Kornplatz durch die Untere Gasse ins Ausgangs- und Rotlichtviertel Welschdörfli.
Im Bereich der Alternativ- und Jugendkultur sind verschiedene Treffpunkte und Lokalitäten zu nennen, bspw. die Werkstatt und das Quadro22. Im Bereich Musik, Tanz und Theater bieten das Theater Chur, die Klibühni und die Postremise ein abwechslungsreiches Programm. In der Sparte Kunst unterhält die Würth-Gruppe in der Aspermontstrasse das Forum Würth Chur. In der Rheinfelsstrasse domiziliert ist die Fundaziun Capauliana.
Im Mai oder Juni findet die Churer Maiensässfahrt statt, Ende August das Churer Fest und Ende September eine Schlagerparade.

### Justiz
Am Rande der Altstadt lag bis 2020 mit dem Sennhof eine der beiden Strafanstalten des Kantons Graubünden.

### Friedhöfe
Friedhöfe liegen am Hof (neben der Kathedrale), im Fürstenwald, im Daleu, bei der Kirche Masans, im Totengut und bei der Araschger Kirche. Kunst- und kulturgeschichtlich bedeutsame Gräber und Gräber bedeutender Persönlichkeiten werden erhalten. In Folge der Fusion der Gemeinden Maladers und Haldenstein mit der Stadt Chur sind zwei weitere Friedhöfe hinzugekommen.

### Sportvereine
Chur ist die Heimat des Eishockeyvereins EHC Chur, der zeitweise in der höchsten Spielklasse antrat. Seine Heimstätte ist das Hallenstadion Chur. Im Unihockey war der mehrfache Meister Rot-Weiss Chur lange Zeit der führende Verein der Schweiz, 2003 fusionierte er mit Torpedo Chur zu Chur Unihockey. Bei den Damen tritt Piranha Chur in der Nationalliga A an. Der höchstklassierte Fussballverein der Stadt ist Chur 97 aus der 2. Liga Inter, dessen Vorgängerverein FC Chur von 1987 bis 1993 in der zweithöchsten Liga spielte. Der American-Football-Verein Calanda Broncos spielt in der höchsten Liga der Schweiz und gewann 2012 die Eurobowl, den höchsten Bewerb im europäischen American Football. In Chur ist der Sitz des Schweizerischen Sportkegler-Verbands.

## Sehenswürdigkeiten und Tourismus
Den Mittelpunkt der Stadt bildet der Postplatz, von dem die Poststrasse in die Altstadt unter anderem zum Rathaus aus dem 15. Jahrhundert führt.
Südwestlich vom Postplatz erstreckt sich der Fontanapark mit einem Denkmal für den Schlossvogt Benedikt Fontana. Er gehörte ursprünglich zum Alten Gebäu von 1729, in dem heute das Kantonsgericht seinen Sitz hat.

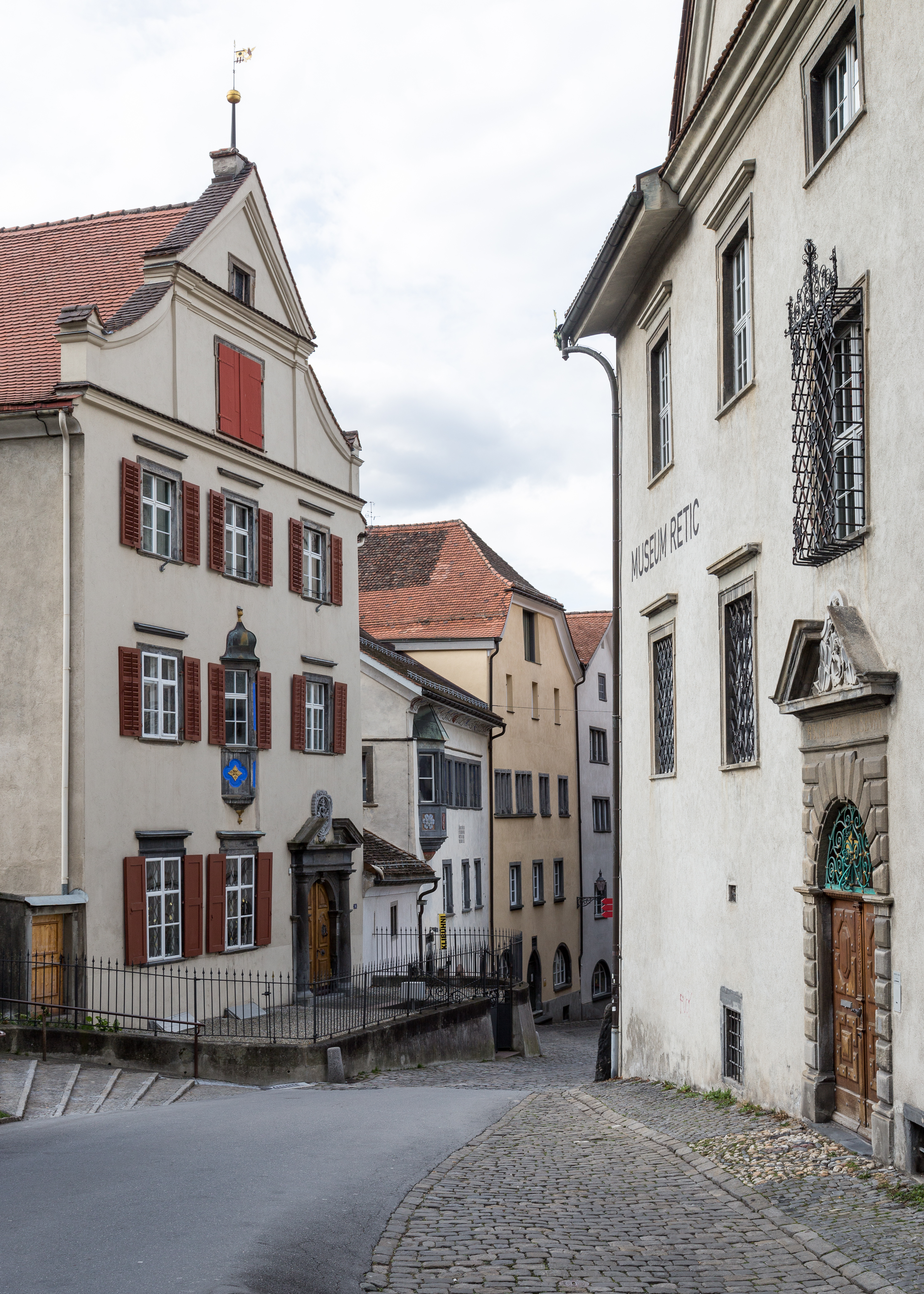
Oberer Spaniöl und Rätisches Museum

Die Altstadt liegt zwischen dem Postplatz, dem auf einem Hügel erbauten Bischöflichen Hof mit dem barocken Bischöflichen Schloss aus den Jahren 1732 und 1733 und dem Fluss Plessur. Im Vorgängerbau des Bischöflichen Schlosses befand sich im Korridor des ersten Obergeschosses ein Wandgemälde mit 35 Totentanzbildern, das 1543 im Auftrag des damaligen Fürstbischofs Luzius Iter von einem unbekannten Meister in Anlehnung an die Bilder des Todes von Hans Holbein dem Jüngeren in Grisailletechnik gemalt worden war.
Am Arcas, am Kornplatz, am Pfisterplatz, am Majoranplatz und am Hegisplatz stehen viele Zunft- und Bürgerhäuser aus dem 16. bis 18. Jahrhundert. Am Fuss des Hofs steht der Obere Spaniöl, weiter unten in der Altstadt der Untere Spaniöl. Am Martinsplatz stehen die evangelische Martinskirche, ein spätgotischer Bau, das Antistitium und das Bärenloch. Neben dem Antistitium ist die Klibühni Chur untergebracht. An der Reichsgasse steht das Haus Planaterra, ein ehemaliges Spital.
Am Ostrand der Altstadt liegt der Regierungsplatz mit dem 1751–1752 errichteten Regierungsgebäude (Graues Haus). Es beherbergt die Standeskanzlei und den Sitzungssaal des Regierungsrates. Neben dem Regierungsgebäude (am Karlihofplatz) befinden sich die Kantonsbibliothek Graubünden und das Staatsarchiv. Auf dem Regierungsplatz erinnert das Vazerol-Denkmal an die Vereinigung der Drei Bünde im Jahr 1471. Südlich des Regierungsplatzes steht neben dem Bischöflichen Hof die romanisch-gotische Kathedrale St. Mariä Himmelfahrt aus dem 12. und 13. Jahrhundert. Weiter oberhalb steht die St. Luziuskirche. Richtung Masans hin wird die Altstadt von der Regulakirche abgeschlossen.
An der Zeughausstrasse steht der Gebäudekomplex mit dem Theater Chur und dem Grossratsgebäude. Im Welschdörfli stehen die Schutzbauten über einer altrömischen Siedlung des Architekten Peter Zumthor. Im Quartier Sand steht das Krematorium Totengut mit Wandmalereien von Giovanni Giacometti.
Auf dem Friedhof Daleu steht das einzige bekannte nationalsozialistische Denkmal der Schweiz: ein 1938 vom Volksbund Deutsche Kriegsgräberfürsorge aufgestelltes Grabmal für deutsche Gefallene des Ersten Weltkriegs.

### Museen
An der Grabenstrasse steht das Bündner Kunstmuseum, das Gemälde verschiedener Bündner Künstler des 18. bis 20. Jahrhunderts ausstellt. Es arbeitet mit den beiden anderen kantonalen Churer Museen zusammen, dem Rätischen und dem Bündner Naturmuseum. Ein weiteres städtisches Museum ist das Weinbaumuseum Chur. Im Sommer 2020 wurde das Domschatzmuseum neu eröffnet.

### Bemerkenswerte Gebäude
Kirchen und kirchliche Gebäude
- Ehemalige Kirche St. Stephan, Reste einer frühchristlichen Grabanlage mit darüber erbauter Saalkirche, frühes 6. Jahrhundert[47][48]
- Erlöserkirche, 1934/1995[49]
- Katholische Heiligkreuzkirche, 1967–1969, Architekt: Walter Maria Förderer[50][51]
- Domdekanat, Wiederaufbau 1825[52]
- Dompropstei, hochmittelalterlich/1546–49,[53]
- Ehemaliges Dominikanerkloster St. Nicolai, 1288/1299[54]

Öffentliche Gebäude
- Bahnhof Aufnahmegebäude, erbaut 1877–1878 von Hans Boesch[55]
- Bahnhof, Platz und Postautohalle, 2008, Architekten: Richard Brosi, Robert Obrist[56]
- Ehemaliges Bündner Lehrerseminar, 1964–1965, Architekt: Andreas Liesch[57][58]
- Friedhof Daleu, 1862[59][60]
- Gewerbliche Berufsschule, 1967–1969, Architekt: Andreas Liesch[61][62]
- Graubündner Kantonalbank, 1910–1911[63][64]
- Erweiterung Hauptsitz Graubündner Kantonalbank, 2006, Architekten: Dieter Jüngling und Andreas Hagmann[65][66]
- Hochschule für Technik und Wirtschaft (Fachhochschule Graubünden), 1993, Architekten: Jüngling Hagmann Partner AG[67][68]
- Konvikt der Bündner Kantonsschule, 1968–1969, Architekten: Otto Glaus, Ruedi Lienhard und Sep Marti mit Edy Toscano[69][70][Anm. 1]
- Haus für Naturwissenschaften, Kantonsschule, 1999, Architekten: Valentin Bearth, Andrea Deplazes[71][72]
- Marsölturm, erste Hälfte des 13. Jahrhunderts[73][74]
- Martinsbrunnen, 1716[75]
- Medien- und Verwaltungsgebäude Untertor, 2006, Architekten: Astrid Staufer, Thomas Hasler[76][77]
- Obertor, erste Hälfte des 13. Jahrhunderts[78][79]
- Pulverturm, sog. Malteserturm, 13. Jahrhundert[80][81]
- Quaderschulhaus, 1913–1914[82][83]
- Roter Turm, Vorgängerbau vor 1750[84][85]
- Staatsgebäude, 1877–1878[86][87]
- Torgebäude, 1913[88][89]
- Torturm, 12. Jahrhundert[90][91]
- Verwaltungsgebäude Würth, 2002, Architekten: Jüngling Hagmann Partner AG[92][93]
- Antistitium, älteste Mauern 12./13. Jahrhundert[94][95]

Wohnhäuser und sonstige Gebäude
- Bettenhaus D, 1998–2000, Architekten: Silvia Gmür und Livio Vacchini[96][97]
- Bondahaus, 1910[98][99]
- Ehemaliges Haus Brandis, um 1480[100][101]
- Ehemaliges Wohnhaus Schäfer & Risch, um 1913[102][103]
- Einfamilienhaus, um 1935, Architekt Ernst Sommerlad[104][105]
- Einfamilienhaus Sieber-Cafaro, 2009, Architekt: Peter Reuss[106]
- Haldenhof, 1911–1912[107][108]
- Haus ’zum Meerhafen’, nach 1464[109][110]
- Haus des Stadtschreibers Otto von Schwartz, 1680–1687[111][112]
- Haus Gartmann, 2004, Architekt: Patrick Gartmann[113][114]
- Haus Schwartz auf dem Sand, um 1700[115][116]
- Haus Zinsli, 1960–1961, Architekt: Paul Gredinger[117][118]
- Haus zum Brunnengarten, 1948, Architekt: Martin Hatz[119][120]
- Haus zur Linde, nach 1464[121][122]
- Laubenhof, 1904[123][124]
- Massnerhäuser, um 1700[125][126]
- Mühlbach-Bar, 2009, Architekt: Conradin Clavuot[127]
- Schniderzunft, letztes Viertel des 15. Jahrhunderts[128][129]
- Siedlung Stampagarten, 1910–1911[130][131]
- Villa Fontana, um 1898–1900[132][133]
- Villa Planta / Bündner Kunstmuseum, 1874–1876[134][135]
- Villa zur Heimat, 1861[136][137]
- Wohn- und Geschäftshaus Urech, 1972–1973, Architekt: Rudolf Olgiati[138][139]
- Wohn- und Geschäftshaus, 1997–1999, Architekten: Jüngling Hagmann Partner AG[140][141]
- Wohnhaus, um 1600[142]
- Wohnhaus Bavier, 1910[143][144]
- Wohnhaus Bearth, 1995, Architekten: Bearth Deplazes[145][146]
- Wohnhaus Conrad, Umbau 1991–1992, Architekt: Gioni Signorell[147][148]
- Wohnhaus für Betagte, 1993, Architekt: Peter Zumthor[149][150]
- Siedlung Tusculum, 2020, Architekt: Men Duri Arquint[151][152]

### Tourismus

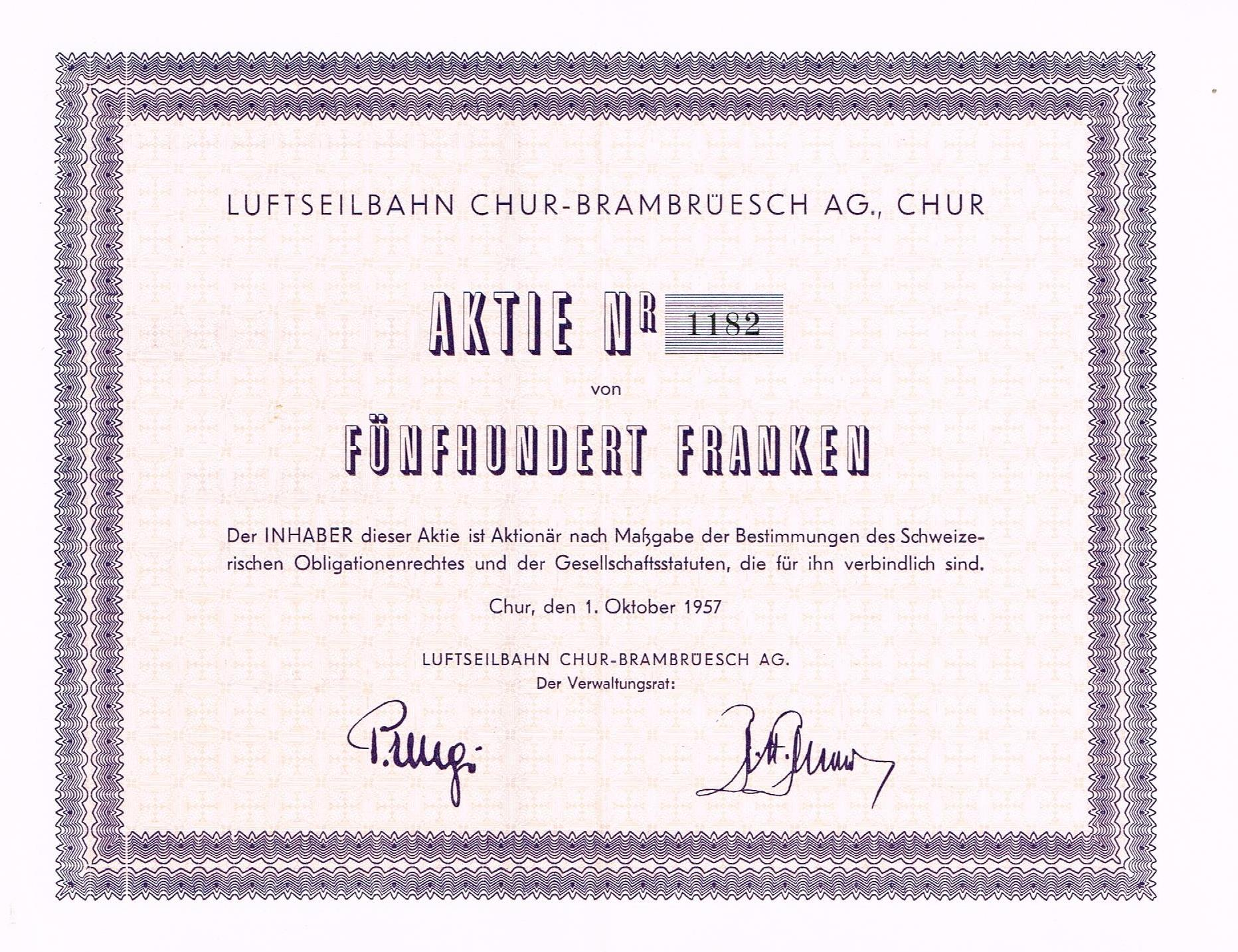
Gründeraktie der Luftseilbahn Chur-Brambrüesch AG von 1957

- Die Bergbahnen Chur-Dreibündenstein AG verbinden die Stadt Chur direkt mit dem Wintersport- und Naherholungsgebiet Brambrüesch auf 1600 m ü. M. Die offizielle Inbetriebnahme der alten Luftseilbahn erfolgte auf den 14. Dezember 1957, im Jahr 2006 wurde sie durch eine moderne Pendelbahn ersetzt. Dank dem Alpenbikepark Brambrüesch konnte die Sommernutzung des Berges weiter gefördert werden, er zieht mittlerweile Mountainbike- und Downhill-Fans aus der ganzen Welt an. 2009 fand hier die MTB-Schweizermeisterschaft statt.
- Vom 20. bis 23. Oktober 2021 fand die erste der jährlichen Austragungen des Big Air Chur statt, ein internationaler Weltcup, bei dem sich Ski Freestyler messen. 30'000 Menschen besuchten die Veranstaltung.[153]
- Chur ist Ausgangs- und Endpunkt des Schanfigger Höhenwegs Chur–Arosa–Chur.
- Eine kulinarische Spezialität der Stadt Chur sind Churer Pfirsichsteine.

## Namensgeber
Im November 2011 wurde ein Asteroid auf den Namen Chur getauft. Er war im November 2009 von José De Queiroz, dem Leiter der Sternwarte Mirasteilas in Falera, entdeckt worden.

## Galerie

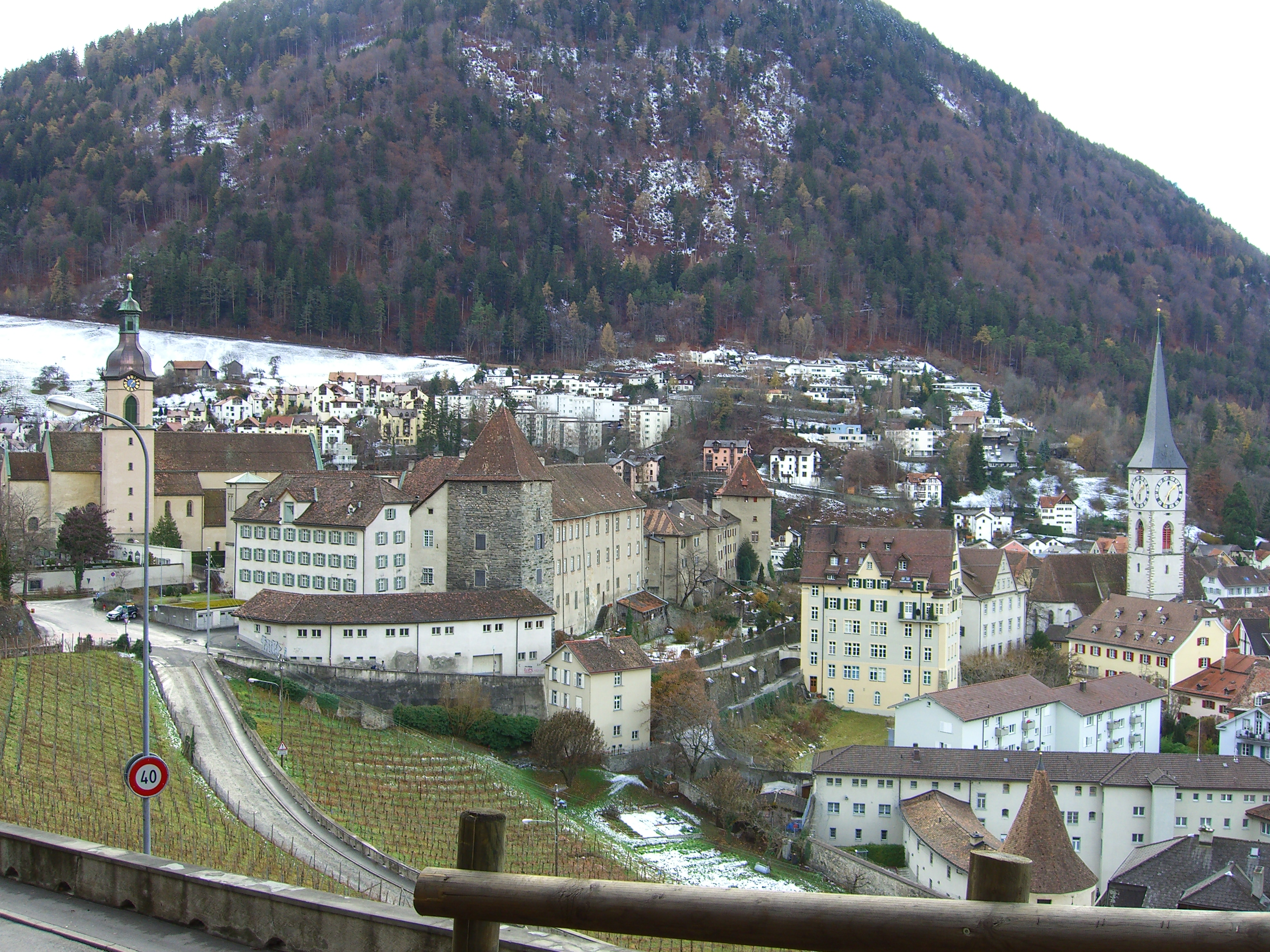
Hofquartier (von links nach rechts) Kathedrale, Bischöfliches Schloss, Haus Marsöl, Buolsches Haus und Martinskirche. Rechts unten die kantonale Strafanstalt Sennhof.
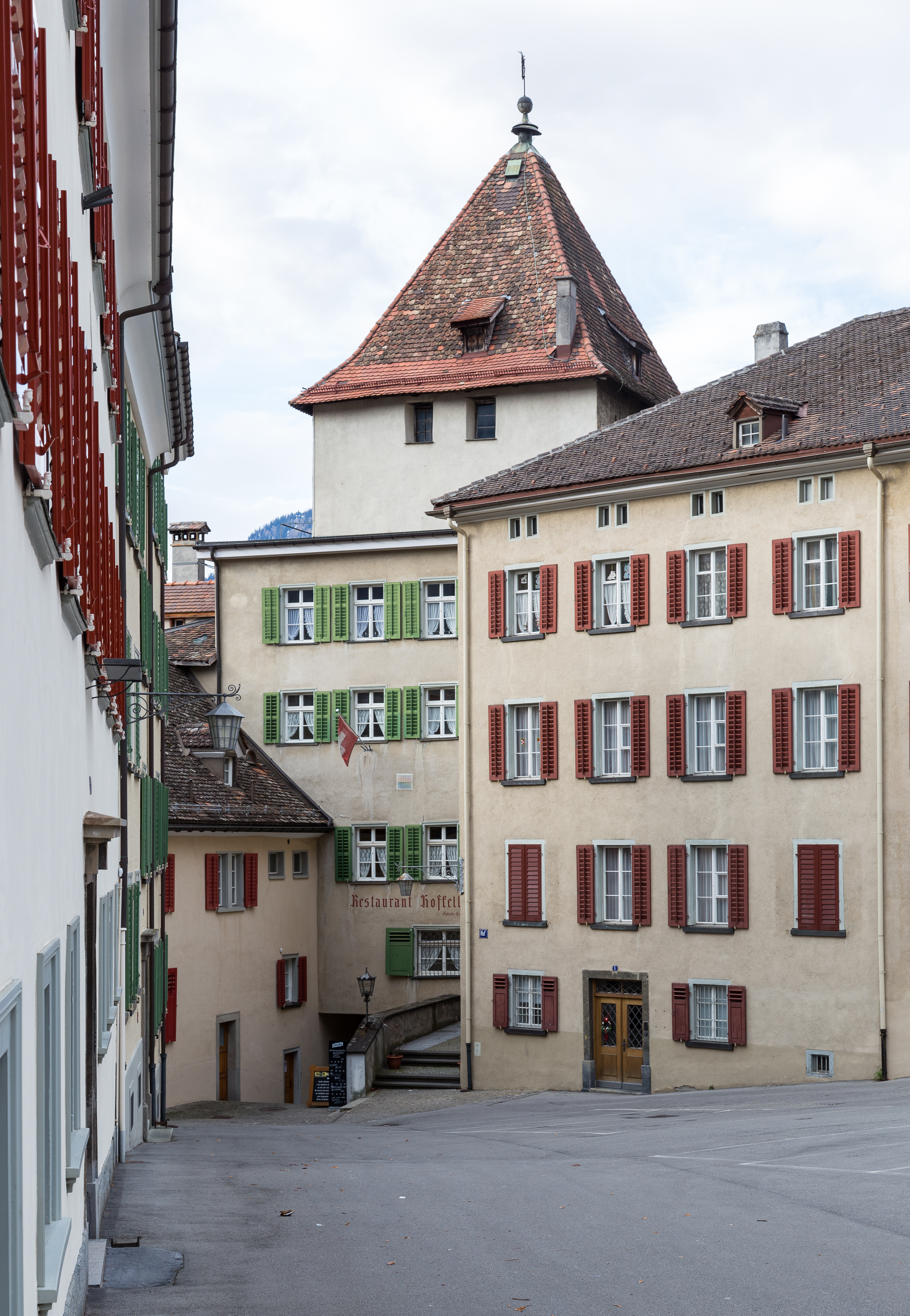
Bischöflicher Hof mit Hofturm
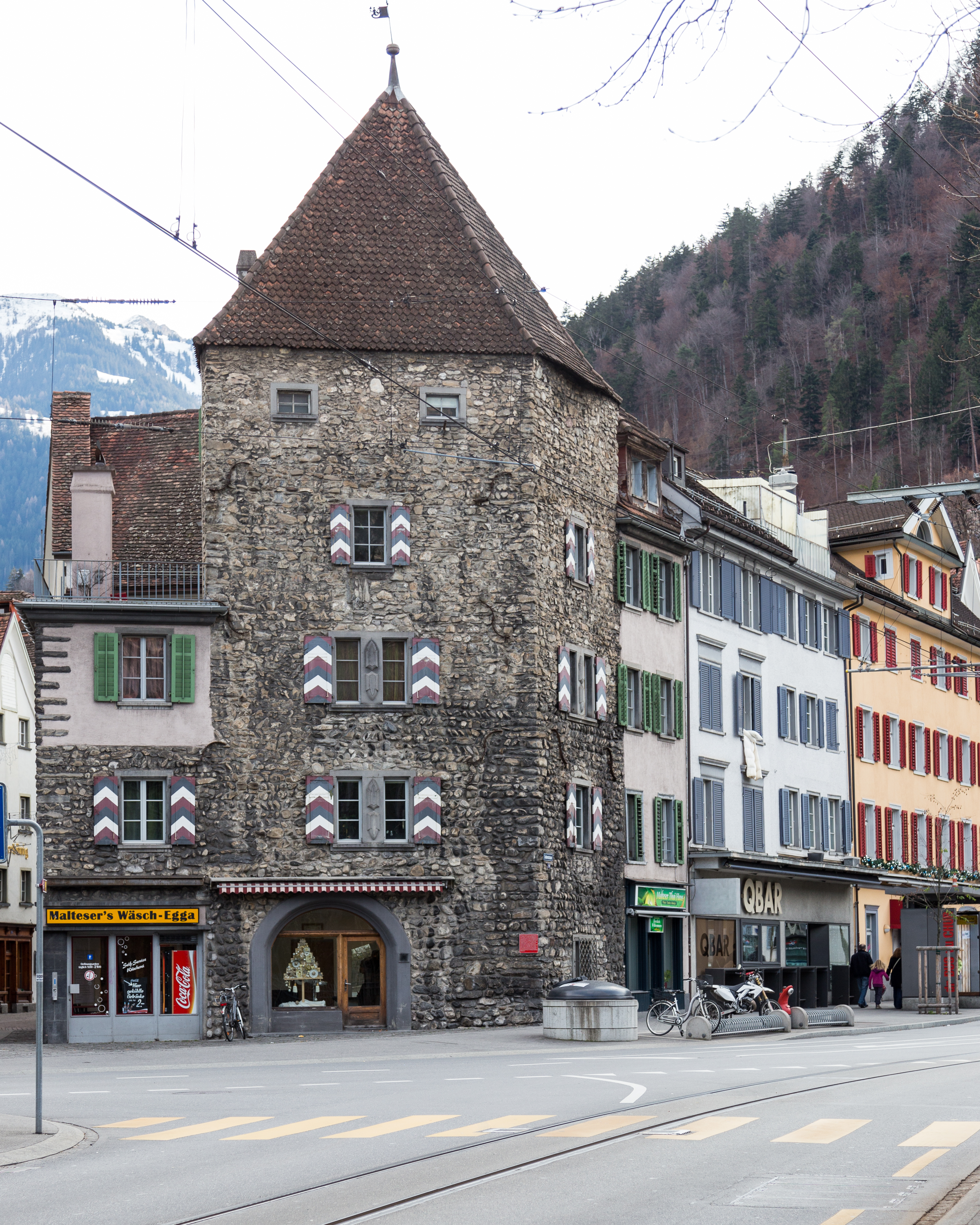
Malteserturm
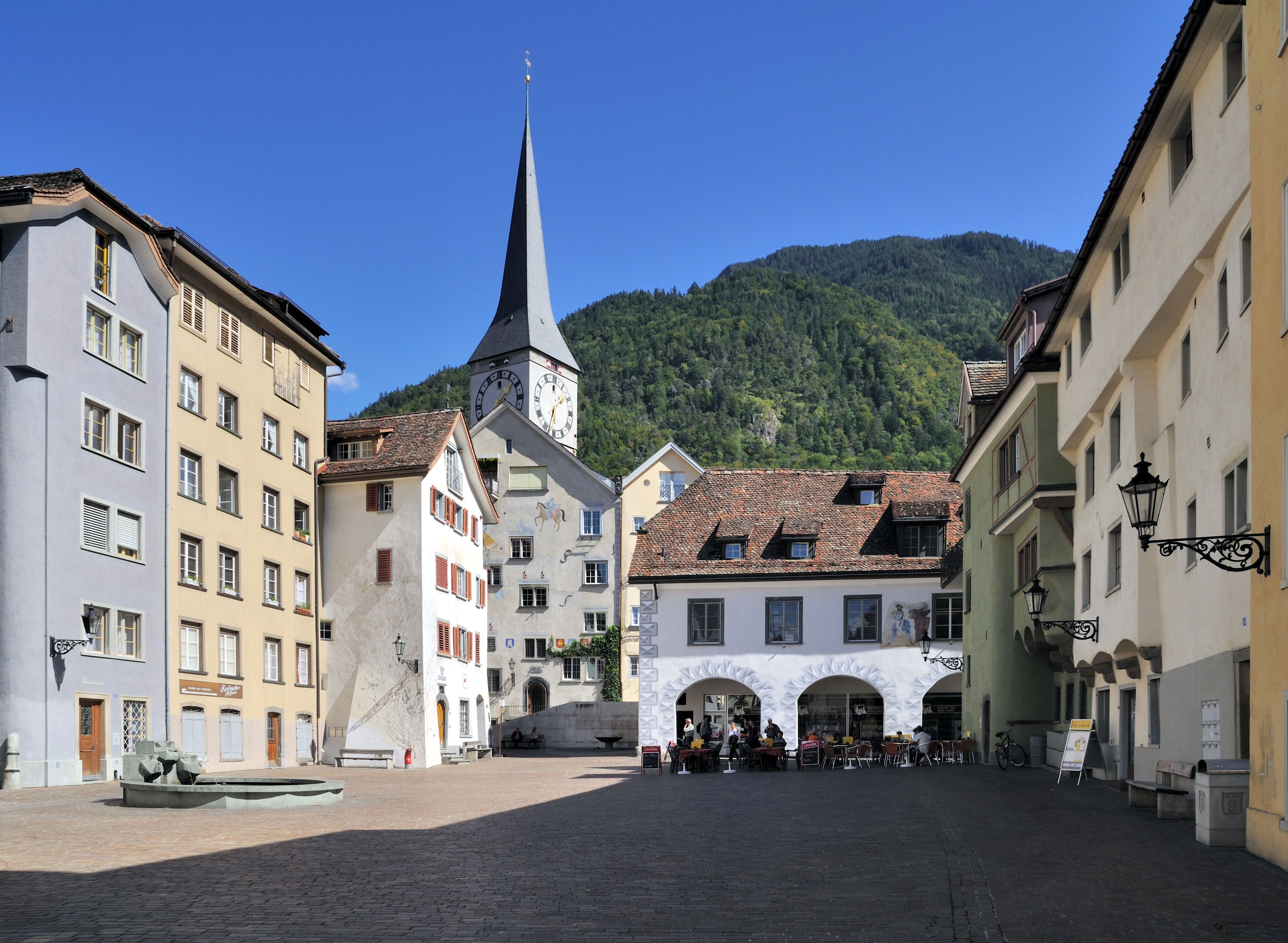
Arcas-Platz in der Altstadt
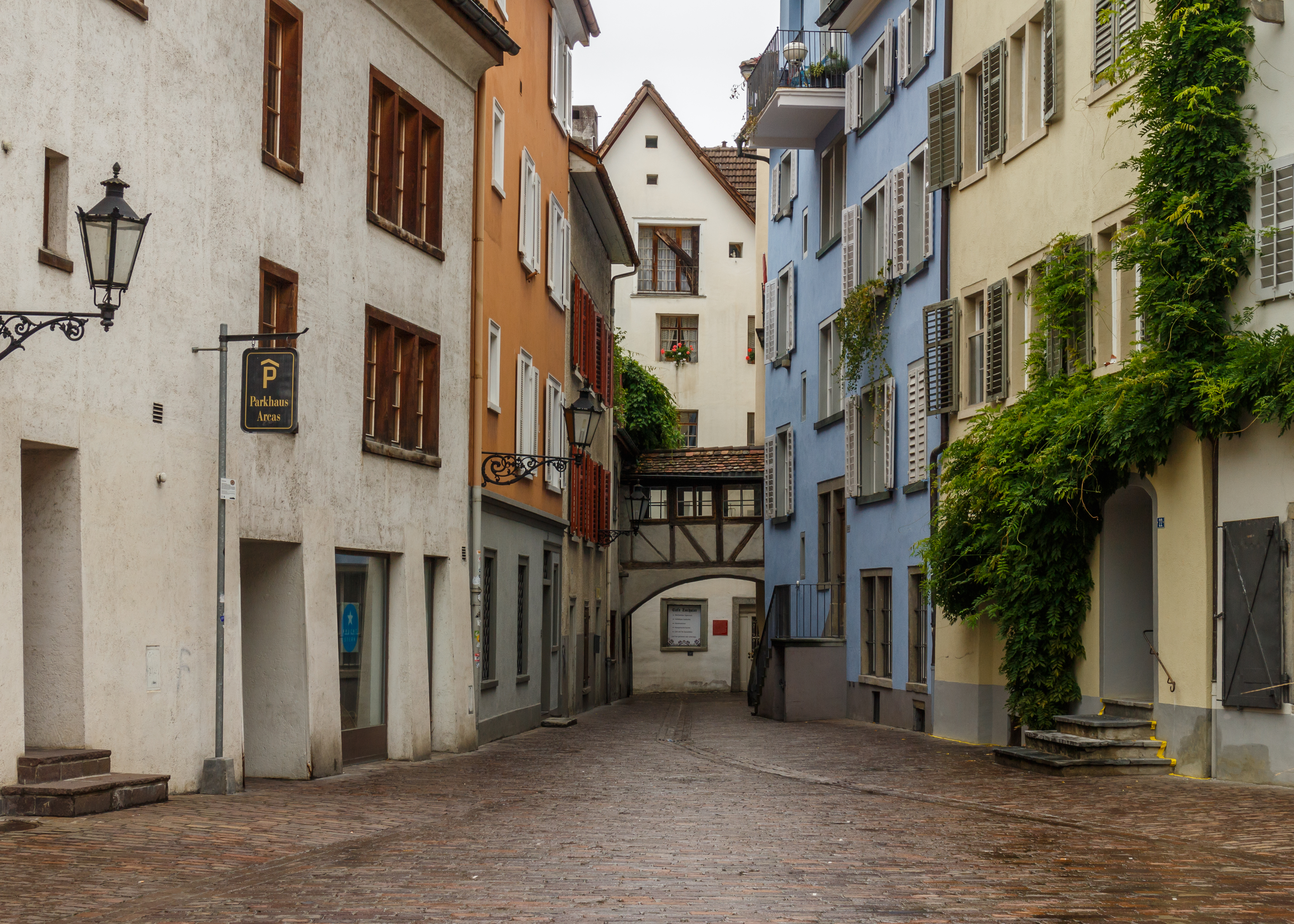
Churer Altstadt
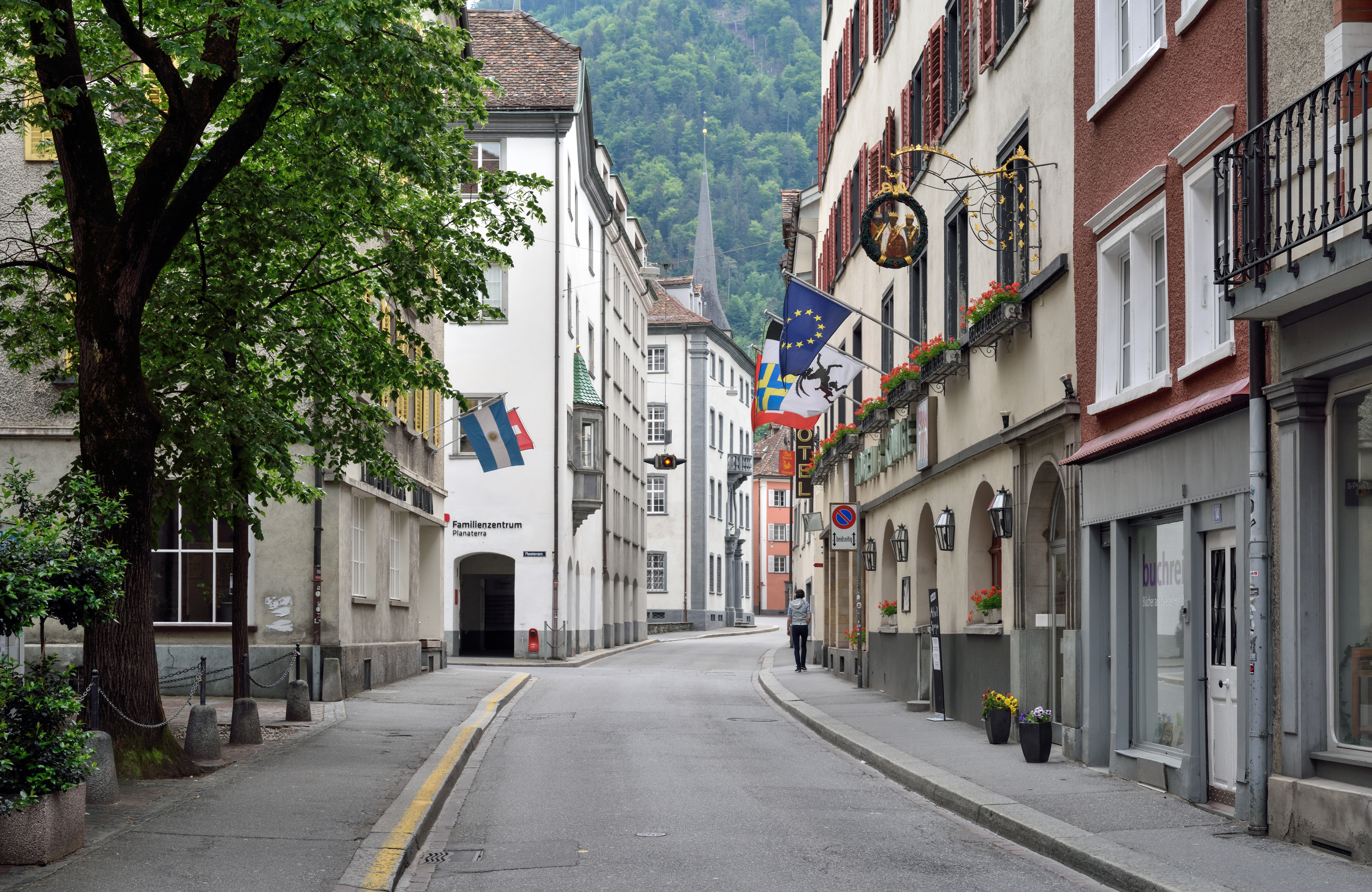
Reichsgasse
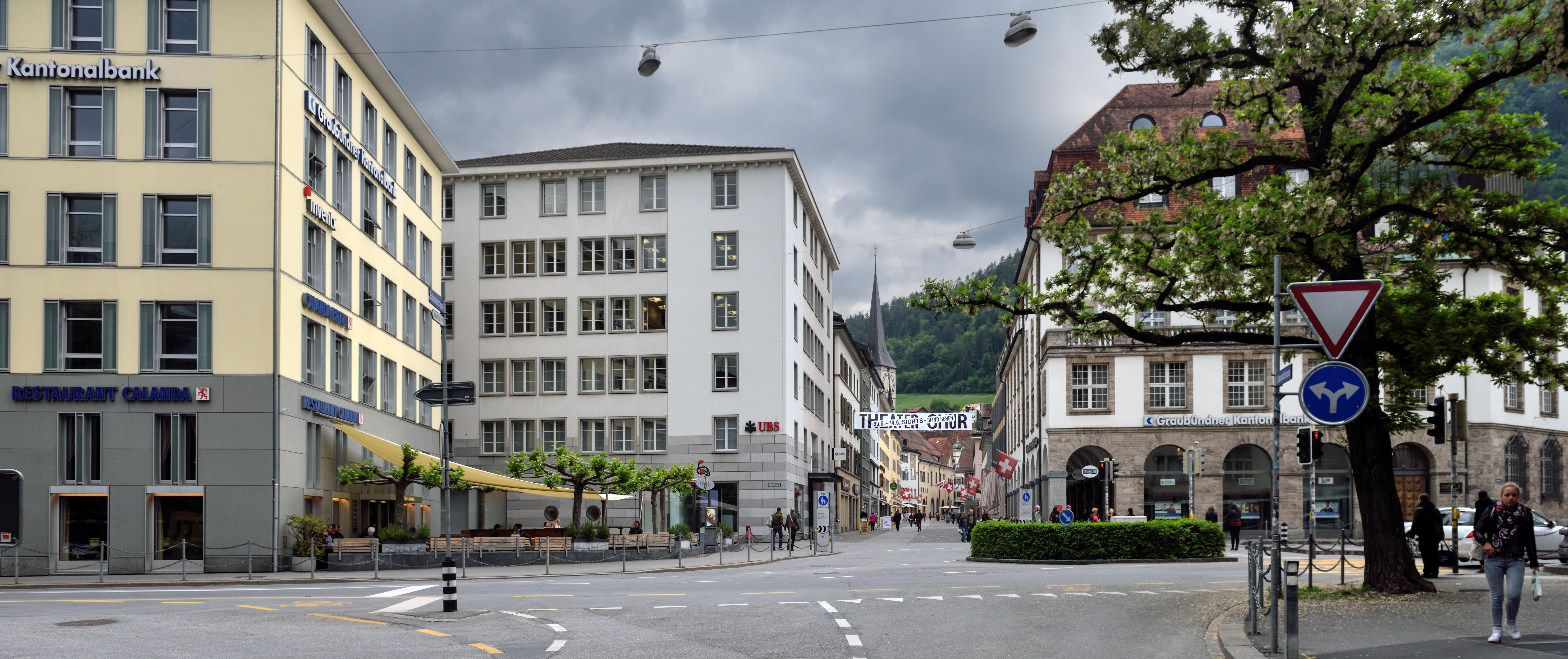
Postplatz Richtung Poststrasse
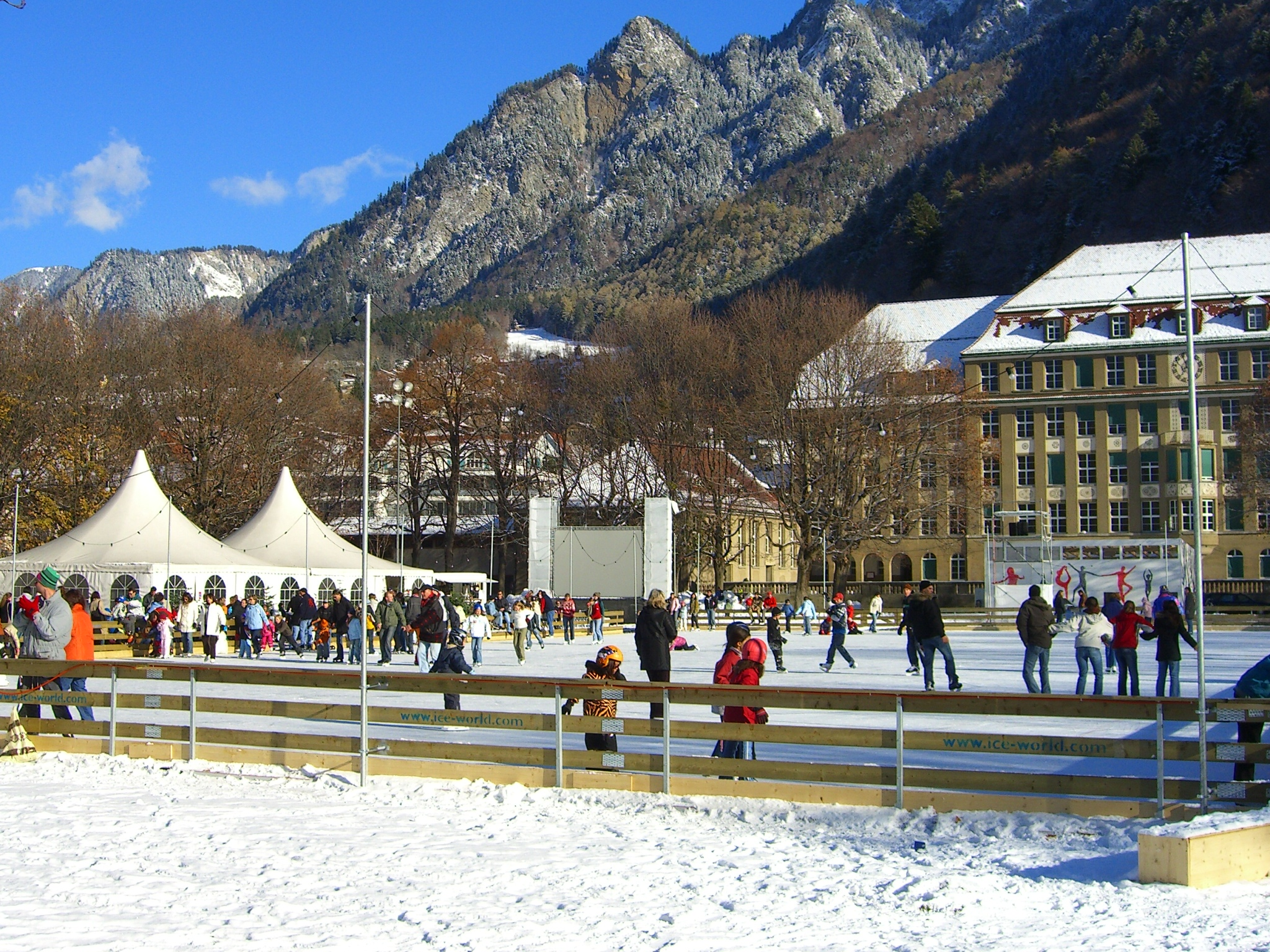
Eisfeld auf der Quaderwiese in der Stadt. 27. November 2005